# 2020年香港立法會選舉
2020年香港立法會選舉（英語：2020 Hong Kong Legislative Council Election），原為香港特別行政區第7屆立法會的換屆選舉，其後選舉被取消，原先所有程序作廢。
2020年6月12日，特區政府刊登憲報，把投票日定為2020年9月6日，提名期由7月18日至7月31日。
2020年7月31日，行政長官林鄭月娥宣佈因2019冠狀病毒病疫情（COVID-19）肆虐影響公眾安全，故援引《香港法例》第241章《緊急情況規例條例》訂立附屬法例第241L章《緊急情況（換屆選舉日期）（第七屆立法會）規例》，押後至2021年9月5日才舉行立法會選舉，並向中央人民政府（國務院）尋求支持，並提呈全國人民代表大會常務委員會決定立法會真空期問題。

## 背景
2014年繼泛民和建制兩陣營後，更有新本土派勢力參與2015年香港區議會選舉及隨後的2016年香港立法會選舉。最終2016年立法會選舉投票率迫近六成創歷屆新高，民主派陣營在70席中奪得30席。不過一年內出現六名民主派議員相繼褫奪立法會議員資格，然後有兩次補選，當中由16年立法會選舉起本土派及自決派多人被取消參選資格，使這兩派在議會內的影響力減少。
2018年3月立法會補選，在沒有本土派成功參選所有選區下，泛民候選人區諾軒及范國威於香港島及新界東壓倒建制派代表贏得補選，但在九龍西，建制派代表民建聯鄭泳舜僅以些微票數壓倒泛民代表前立法會議員姚松炎，為第一次建制派在「單對單」的立法會地區補選中勝出。從票站數字分析，泛民不但未能取得2016年立法會選舉中大部分本土派支持者的選票，同時在九龍西不少公屋區票數暴跌，有指泛民在此次補選前的初選，九龍西初選結果是姚松炎排首位，時為民協重量級人物馮檢基排次席，後來姚松炎或被取消資格，部份泛民拒絕支持由初選取得次席的馮代替姚參選，甚至傳出另外派人參選。其後雖然姚松炎參選資格沒有被取消，但當中所引起的替補安排爭議使馮檢基和其他泛民人士，尤其與姚所屬的自決派不和表面化，有指民主派支持者沒有在補選時投票給姚松炎，最後令他敗選。
其後趁着政府民望穩定，建制派乘着優勢在後來的2018年11月立法會九龍西補選，和油尖旺區議會大南選區補選相繼勝出，建制派保持票數優勢的同時，泛民未能動員支持者投票。於是建制派本欲將大好形勢帶進本次選舉，期望奪取更多議席。
2019年6月逃犯條例修訂的爭議及市民對政府的不滿開始發酵，最終形成相繼不絕的大遊行及警民衝突。事件促使更多新選民登記，外界關注新增選民能為選情添多少變數。同時大量政治素人落區，積極進行地區工作，務求阻止建制派自動當選。結果在提名期結束後，每個選區皆有至少一名民主派候選人，沒有候選人自動當選，是自區議會成立以來的首次。
反對逃犯條例修訂草案運動到2019年10月仍然未有平息跡象，政府更在10月4日動用《緊急情況規例條例》於10月5日零時起推行《禁止蒙面規例》，無視社會強烈反對，強行禁止參與遊行、集會及非法集結的人士以任何形式蒙面，非建制派人士认为此舉是對局勢火上加油。
2019年香港區議會選舉民主派聯同本土派在超過七成的高投票率下，亦首次壓倒性在多個選區大獲全勝，取得全港整體過半數議席（388席），更加拿下全港除離島區外其餘17個區議會的控制權，創香港選舉史上首次。其中，兩名分別循區議會（第一）及（第二）功能界別的建制派民建聯立法會議員劉國勳和周浩鼎落敗，意味着他們在今屆的立法會選舉不能循原本的界別參選，使民建聯的政治版圖出現了變化。
2019年12月17日，香港終審法院裁定此前兩名民主派立法會議員范國威（新民主同盟）、區諾軒（無黨籍）上訴無效，並即時失去議席。民主派在立法會議席失去兩席，跌至23席。
2019年末開始，中國大陸爆發2019冠狀病毒病疫情，香港政府被質疑應付疫情態度消極，遲遲未肯落實防疫措施，以致本地出現多宗由大陸傳入的2019冠状病毒病個案。2月初，醫護人員發動罷工，要求封關。另外，香港政府在口罩供應和隔離營安排等問題上的表現也引起部分市民強烈不滿。
2020年2月22日，蘋果日報公開一份據稱是行政長官林鄭月娥給北京中央政府的抗疫工作報告。林鄭在報告指「自己四面受敵」，連建制派也沒有和她站在同一陣線。報告明言，現在是2020年立法會選舉前「難得可扭轉形勢的契機」，希望藉「有效處理疫情」贏取市民認同，為建制派創造「有利的氛圍」。民主派立法會議員陳淑莊（公民黨）批評，林鄭月娥「死不悔改」，仍然奢望借疫情來翻本，是「食人血饅頭」。報告公開後，行政長官辦公室一直未有回應。直到10日後，林鄭月娥才指「不回應跟中央政府的任何文書來往」，並無正面回應報告真偽問題。
2020年3月末，受國外2019冠狀病毒病疫情影響，大批在外港人回港，特別是從歐美和英國返回的學生或僑民在輸入病例中占很大比例，至少有191人是從英國留學歸來的學生。隨着大量的輸入個案出現，自3月中起疫情變得嚴峻，至3月底到達高峰。在3月27、28及29日，香港分別錄得單日65、64及59宗確診個案。為此政府在3月底推出多項關口管制措施，包括自3月25日起禁止所有非香港居民從海外國家或地區乘搭飛機入境，過去一個月推出的抗疫措施集中在加強對抵港人士的病毒檢測和限制社交接觸，防止病毒傳播。香港特區並沒有如一些海外國家般禁止市民外出，大部分食肆和商鋪仍然營業，盡量維持市民的日常生活。確診個案由3月底的高位回落，到4月12日重回個位數字，並維持至今。
2020年4月，香港中聯辦及國務院港澳辦先後就立法會內務委員會未選出主席一事，點名批評郭榮鏗違反誓言，引起外界關注9月立法會選舉會否大規模取消民主派參選人資格。之後同月18日，壹傳媒創辦人黎智英及民主黨創黨主席李柱銘等15名民主派人士被捕。
2020年5月末，全國人民代表大會提出為香港制定維護國家安全法，納入基本法附件三直接在港實施。其後，全國人大常委譚耀宗於《紫荊》雜誌撰文，稱議員或參選人都不應該反對為國家安全立法，否則是違反基本法，應取消資格。民主派批評他製造寒蟬效應，唯恐天下不亂。
《經濟日報》報道，由於2019冠狀病毒病疫情蔓延，行政會議決定推遲選舉一年至2021年，並將申請全國人民代表大會常務委員會做決定，以避免司法覆核。於深夜時分，行政會議召集人陳智思澄清，行政會議沒有舉行會議討論押後選舉，但被人質疑。
2020年7月29日，政府研究立法會選舉延期一年，可以引用《緊急情況規例條例》，或《預防及控制疾病條例》處理，並由全國人大常委會處理。

## 選舉制度及議席分配

### 地方選區
全港分為五個地方選區，以地區直選選出共35位立法會議員。是次選舉中五個地方選區的分界及議席分配於上屆相同。分配方法是按全港預計人口總數除以35得出標準人口基數（{\displaystyle 7\ 558\ 100\div 35=215\ 946}），再按每個分區預計人口除以標準人口基數來計算每個地區所分配的議席，但不能違反香港《立法會條例》第19條，每個地方選區須選出的議員人數不得少於5名，亦不得多於9名。每個選區均採用名單比例代表制，以最大餘額法的黑爾數額點票。以下是地方選區的議席分配：
| 地方選區 | 地方選區 | 所包括之 區議會分區                | 截至2020年 6月30日的 預計人口 | 2016年 議席數目 | 2020年 議席數目 | 增減 | 所得數目  | 偏離百分比 |
| -------- | -------- | ---------------------------------- | ----------------------------- | --------------- | --------------- | ---- | --------- | ---------- |
|          | 香港島   | 中西區 灣仔區 東區 南區            | 1,232,700                     | 6               | 6               | ━    | 1,295,676 | ▼4.86%     |
|          | 九龍西   | 油尖旺區 深水埗區 九龍城區         | 1,205,300                     | 6               | 6               | ━    | 1,295,676 | ▼6.98%     |
|          | 九龍東   | 黃大仙區 觀塘區                    | 1,120,800                     | 5               | 5               | ━    | 1,079,730 | ▲3.80%     |
|          | 新界西   | 荃灣區 屯門區 元朗區 葵青區 離島區 | 2,174,700                     | 9               | 9               | ━    | 1,943,514 | ▲11.90%    |
|          | 新界東   | 北區 大埔區 西貢區 沙田區          | 1,824,600                     | 9               | 9               | ━    | 1,943,514 | ▼6.12%     |

### 功能界別
本次選舉將重新選出29個功能界別共35位議員，當中勞工界功能界別佔3席，區議會（第二）功能界別（俗稱「超級區議會」）佔5席：
1. 鄉議局
2. 漁農界
3. 保險界
4. 航運交通界
5. 教育界
6. 法律界
7. 會計界
8. 醫學界
9. 衛生服務界
10. 工程界
11. 建築、測量、都市規劃及園境界
12. 勞工界（3席）
13. 社會福利界
14. 地產及建造界
15. 旅遊界
16. 商界（第一）
17. 商界（第二）
18. 工業界（第一）
19. 工業界（第二）
20. 金融界
21. 金融服務界
22. 體育、演藝、文化及出版界
23. 進出口界
24. 紡織及製衣界
25. 批發及零售界
26. 資訊科技界
27. 飲食界
28. 區議會（第一）
29. 區議會（第二）（5席）

不同的功能界別採用不同的投票制度選出議員。除特別註明外，各功能界別均有一席︰
- 4個「特別功能界別」，即鄉議局、漁農界、保險界、航運交通界，採取「按選擇次序淘汰」投票制。
- 勞工界功能界別，共3席，採用「全票制」，界別中每一個團體（即選民）各有3票，以選出3個議席。
- 區議會（第二）功能界別，共5席，採取「比例代表名單」投票制，以最大餘額法的黑爾數額點票。
- 其餘23個普通功能界別，採取「相對多數制」投票制，每名屬於該界別的公司或選民均有權投一票。

## 各黨派部署
2014年發靭，2019年反修例運動成形，形成黃藍的政治光譜分類方法，雖然意見不同，但行動大致一致。而大多數中間派被人認為偏向支持建制派，修憲派則被認為屬於民主派，但兩者均不認為自己屬於黃藍任何一方。

### 親建制陣營
親建制陣營整體立場是支持中央政府及香港政府。香港親共人士與中共關係密切，以及堅決擁護中共政權。通常包括政治派別自我認同上的傳統親共左派、工商界、鄉事派，以及近年冒起的激進建制派。在2019年舉行的區議會選舉，親建制陣營遭遇空前慘敗，导致需要重新協調名單。

#### 傳統建制派

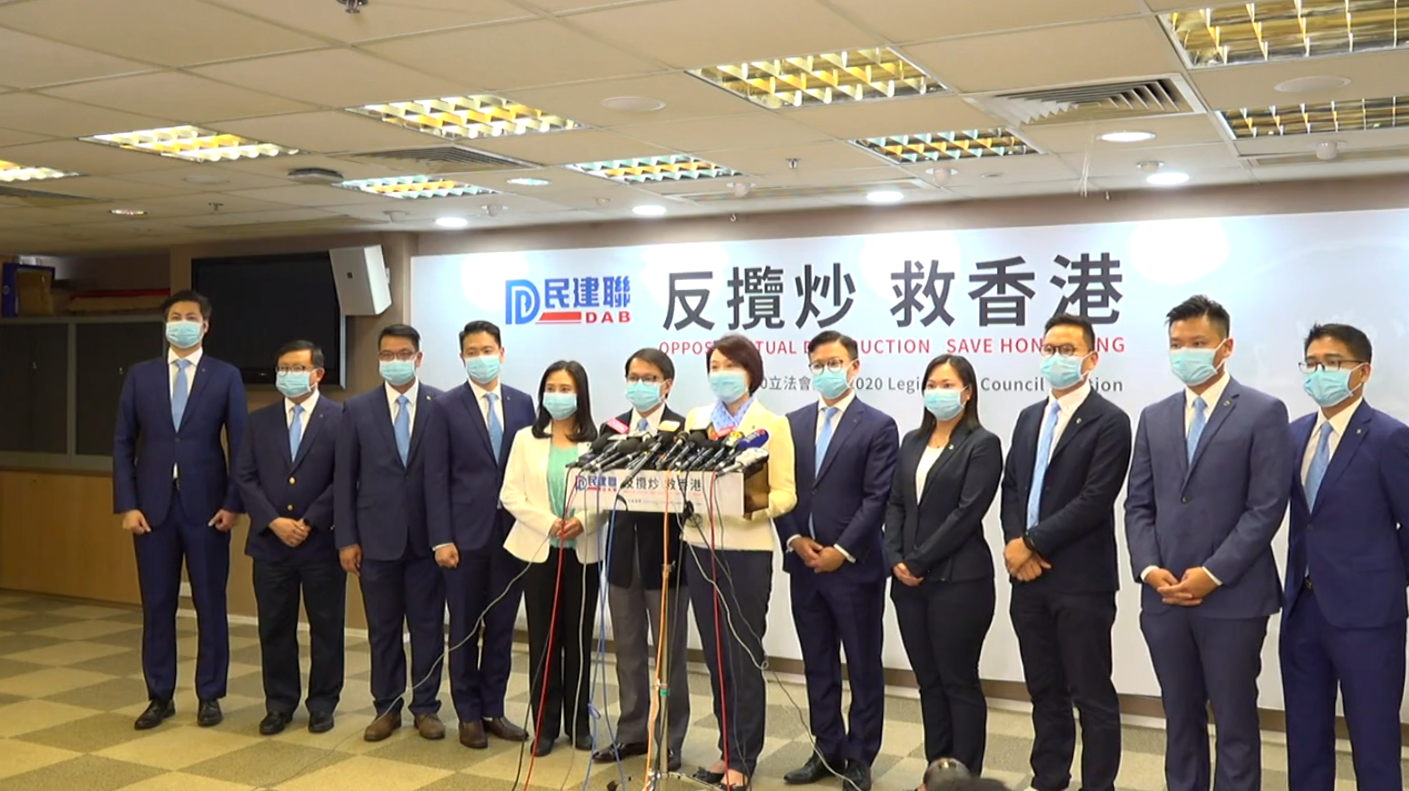
7月14日，民建聯公布立法會選舉參選名單，背景以「反攬炒、救香港」作選舉主題

- 民主建港協進聯盟（民建聯）：因2015年區議會選舉成績未如理想，民建聯上屆在地區直選的參選名單雖比2012年時為少，唯副主席周浩鼎於「超級區議會」界別當選，令民建聯整體議席比當時預計增加一席。後來時任深水埗區議員鄭泳舜在311補選中勝出，議席增至13席。然而，由於2019年香港區議會選舉大敗，多名立法會議員相繼落敗，包括循區議會界別晉身立法會的劉國勳及周浩鼎（意味着他們不能再循原有界別爭取連任），加上亦有多名民建聯第二梯隊都相當落敗，僅主席李慧琼及九龍東的柯創盛保住議席。

有見及此，民建聯今屆以初選形式，選出各區參選名單。多名現任直選議員皆會尋求連任，唯九龍西的蔣麗芸則沒有報名參加初選，而劉國勳及周浩鼎則分別報名參加新界東及新界西的初選。超級區議會方面，李慧琼會競逐連任，另外亦會該黨副祕書長兼觀塘區議員顏汶羽將會排名單第二出選，接替周浩鼎的議席。但最後為節省選舉開支而改為區內協調，已報名的現任議員梁志祥及劉國勳不爭取連任。柯創盛於6月10日宣佈家庭因素而不會爭取連任，由黎榮浩接替。
在7月14日民建聯公佈參選名單，將派出12隊、共55人出戰。除上述地區直選及超級區議會名單外，漁農界由何俊賢爭取連任，進出口界由剛加盟民建聯的黃英豪接替黃定光，另外也派出劉佩玉參選區議會（第一）以及譚榮勳參選社會福利界。黨主席李慧琼形容今次選舉面對「前所未有的艱難」。
- 香港工會聯合會（工聯會）：上屆工聯會成功保住香港島、九龍東及新界西的議席，唯鄧家彪空降新界東失敗，王國興亦於超級區議會落敗，連同勞工界自動當選的陸頌雄及何啟明，議席減至5席。由於去年區議會選舉大敗，除郭偉強外的所有立法會議員一一落敗，加上工聯會不明文規定勞工界議員於任期後若欲爭取連任須轉戰直選，保障其他黨員「上位」的機會。

郭偉強及麥美娟分別於香港島及新界西尋求連任，而身兼行政會議成員的黃國健不再參選，原擬落選觀塘區議員的勞工界立法會議員何啟明接棒參選，但5月30日獲政府委任為勞工及福利局副局長，改派本來計劃出戰新界東的鄧家彪參選。陸頌雄則放棄連任，與鄧家彪合組名單並排第二位。另外亦派出前葵青區議員梁子穎及理事長黃國參選勞工界。

#### 商界

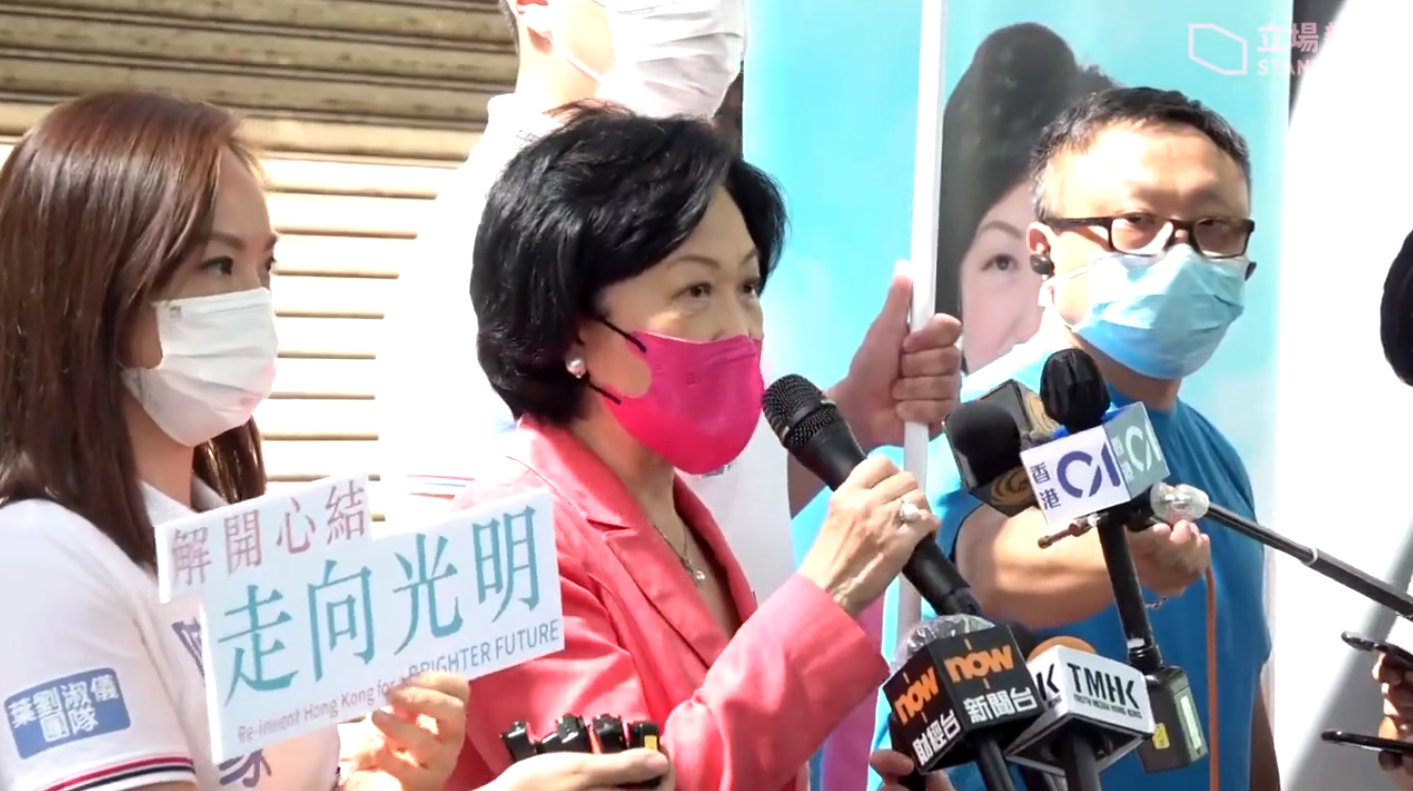
2020年7月27日，葉劉淑儀報名參選2020年立法會選舉

- 香港經濟民生聯盟（經民聯）：上屆選舉，梁美芬於九龍西高票連任，其他立法會議員如梁君彥、林健鋒等均循功能界別成功連任，劉業強則接替其父劉皇發當選鄉議局功能界別議席。其後梁君彥當選立法會主席，為首位循功能界別當選的立法會主席。2018年末，工業界（第二）功能界別議員吳永嘉加盟，使經民聯的立法會議員數量增至八名，同時填補了因梁君彥擔任立法會主席而失去的一票（主席按慣例不會參與投票）。然而在去年區議會選舉中建制派大敗，經民聯亦不例外，其在新界東、新界西均喪失所有直選區議員，僅在九龍城區保有三席。

地區直選方面，梁美芬會循九龍西選區爭取連任。至於功能界別方面，梁君彥、林健鋒等立法會議員爭取連任；當中梁曾於立法會會期完結時接受傳媒訪問表示「擔任主席四年如坐過山車，個人意願是休息」，暗示自己將不尋求連任，但最終在選舉提名期間報名競逐連任，有分析指梁繼續爭取連任的決定，與有關當局打算將選舉延期，而打算在立法會任期完結後至新一屆選舉日期間，引用《立法會條例》第11條，由原任主席按特首要求召開立法會緊急會議有關。
- 自由黨：上屆選舉，自由黨保着四席功能界別，在新界東的田北俊卻未能交棒予李梓敬，議席減少一席。選舉後，張宇人接替鍾國斌，成為自由黨主席，而鍾國斌則接任為自由黨黨魁，兩人表示願意與時任特首梁振英領導的政府保持良好關係，並重新加入行政會議，在其後的2017年香港特別行政區行政長官選舉支持林鄭月娥（鍾國斌支持曾俊華），在去年的區議會選舉中，自由黨因鍾國斌公開表達支持反修例，並未如其他建制派政黨般受重創，仍保着逾一半的議席。選後，上屆曾參選的黨員李梓敬因參加新民黨初選而退黨。

預計四名立法會議員均會爭取連任。
- 新民黨：上屆選舉，主席葉劉淑儀和田北辰分別在香港島及新界西高票連任，容海恩則在新民黨與地區組織公民力量結盟後，憑着地腳樁腳的支持於新界東當選，使新民黨在立法會的版圖擴闊至三席。在翌年的特首選舉中，葉劉淑儀亦有參選，但因提名票不足而未能成為正式候選人。其後田北辰帶領數名新界西區議員退出新民黨，另組實政圓桌，新民黨在新界西的勢力大幅萎縮。

黨主席葉劉淑儀原打算透過接替該黨高齡黨員蘇炤成參選屯門三聖選區的議席並於今次選舉中循區議會（第二）功能界別（俗稱超級區議會）爭取連任，而其港島的議席則交棒予曾參加311補選的陳家珮，然而因反修例運動使葉劉淑儀最終放棄參選區議會。在去年的區議會選舉裏，新民黨派出28人參選，結果「全軍覆沒」無人當選，和它結盟的公民力量亦一席不保。今屆選舉，新民黨舉辦黨內初選，更容許黨外人士參與，吸引了自由黨成員李梓敬參選。容海恩疑不滿是次安排初選為李梓敬度身訂造，故退出初選，而其後李梓敬退出自由黨加入新民黨。
李梓敬接替容海恩在新界東出選，而葉劉淑儀則在香港島爭取連任；至於因田北辰退黨而失去議席的新界西選區，該黨則不自組名單參選，改為支持工聯會麥美娟競逐連任，並派出成員傅曉琳加入麥的參選名單為其助選。
- 實政圓桌：由田北辰牽頭成立的實政圓桌曾在新界西有數席區議員席位。但在去年的區議會選舉中，該黨遭受重創，包括田北辰在內的多名候選人落敗，僅得徐曉杰和蘇嘉雯成功連任，不過蘇已經在2020年6月退出實政圓桌。

預計田北辰將在新界西尋求連任。除此之外，黨員莊豪鋒亦有意參選新界東選區，相關地區的小巴廣告經已預訂。

### 親民主陣營
親民主陣營支持並推動香港民主發展，認同在反對逃犯條例修訂草案運動中，抗爭者所提出之落實五大訴求的目標。親民主陣營意識型態上親歐美，部份人士與歐美關係密切，民主派大多有聯合會議和體系，如民主派議員會在立法會中成立民主派會議，討論政事及商討議案投票策略；而在今屆選舉前則舉辦民主派初選，決定由誰人出選相關立法會選舉議席。

#### 溫和民主派

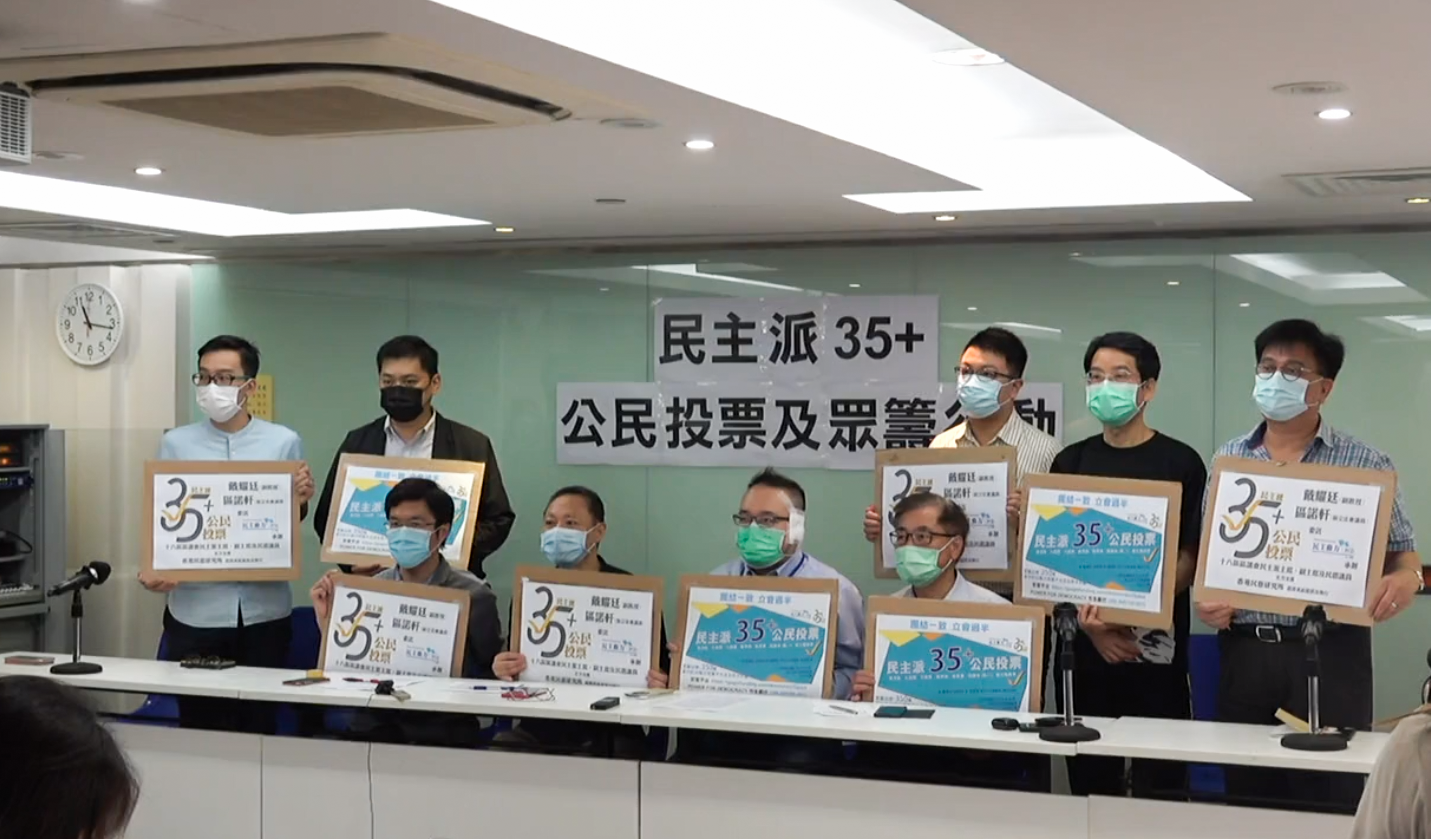
民主派在2020年6月8日舉行35+協調機制記者會

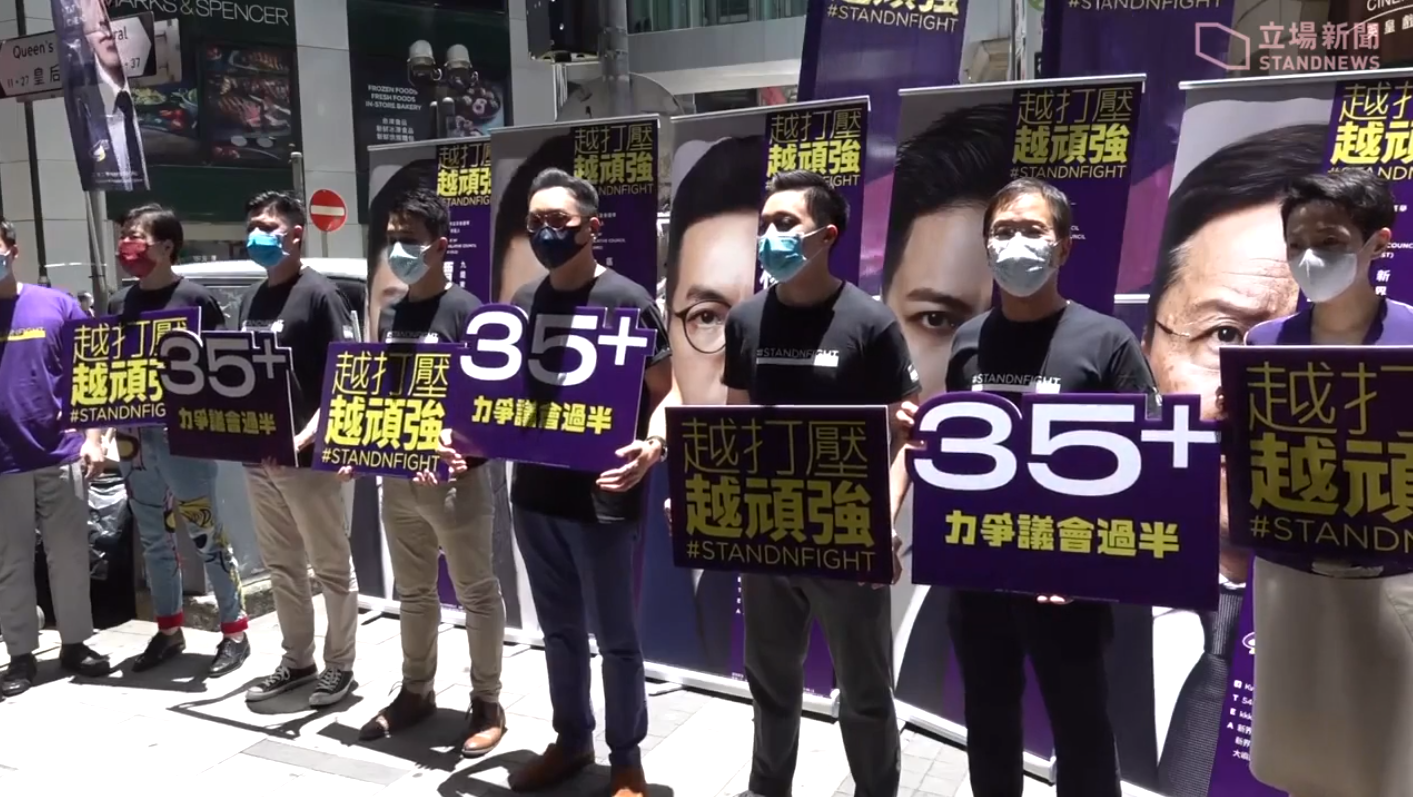
公民黨在2020年6月19日於中環舉行立法會選舉參選人誓師會

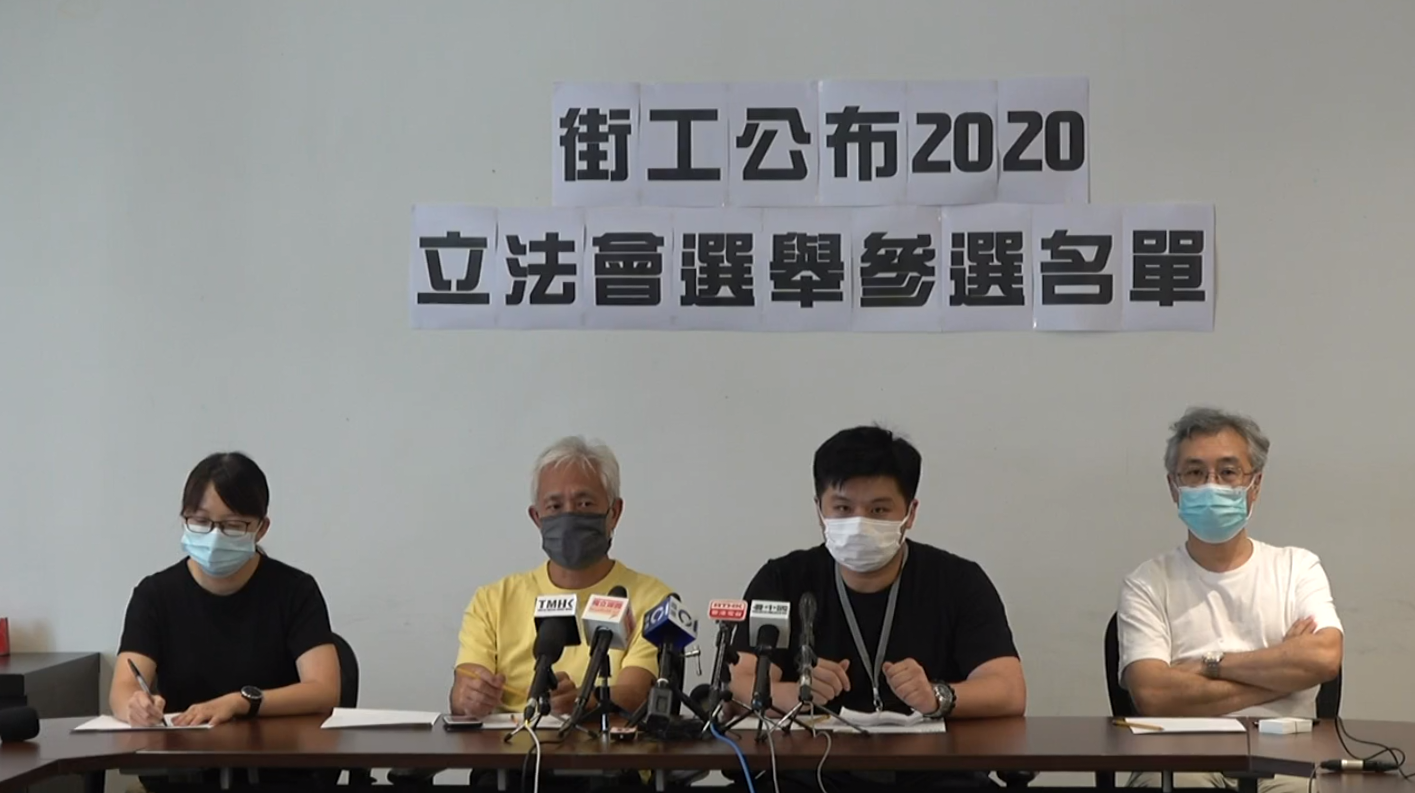
街工在2020年6月19日公布參選名單，原定由主席盧藝賢排在名單首位出戰新界西，並表明不會只按初選結果決定最後是否參選，結果引起爭議。最後到6月28日宣佈不會參加今年立法會選舉

- 民主黨：上屆選舉，民主黨於五區直選各有一人當選，其中尹兆堅助民主黨重奪失落一屆的新界西議席；「超區」方面涂謹申連任，鄺俊宇更高票當選，首度晉身議會；惟出選批發及零售界的區諾軒落選。於去年的區議會選舉中，民主黨受惠反修例運動而大勝，尤其在九龍城、觀塘、元朗、葵青數區勢力大增，參選的雙料議員如許智峯、鄺俊宇等皆成功連任，而尹兆堅亦重返區議會。

2020年1月，民主黨啟動初選程序，規定於五區各只出一張名單，而超級區議會出兩張名單，現任議員皆會尋求連任，而區議員趙家賢和羅健熙均表明不會參與是次選舉。當中全部現任立法會議員角逐連任。在九龍西選區中，因為袁海文有意參選，所以民主黨九龍西支部於5月3日開會投票，黃碧雲勝出。之後黨內舉行會員特別大會，並通過所有現任議員皆會爭取連任，但黃碧雲的反對票為在場會員的四分之一。及後黃碧雲代表民主黨出選九龍西地區直選民主派初選，但於所有候選人當中排名第7，最終黃碧雲承認初選落敗，宣布不會參與9月大選。
- 公民黨：公民黨上屆在「高開低收」下，成功保住5個直選議席及法律界的議席。唯毛孟靜其後退黨，令公民黨失去九龍西的議席。去年區議會選舉中，公民黨亦如其他泛民黨派一樣大勝，惟該黨的立法會議員均未有參選。

今屆選舉，公民黨大部份議員均會尋求連任，唯副主席陳淑莊因佔中九子案而失去參選資格，上屆排於名單第二的東區區議員鄭達鴻將接替其出選香港島。另外原擬參選九龍西的油尖旺區議會副主席余德寶於5月4日宣布不參選。功能界別方面，沙田區議員黃文萱報名參加黨內甄選，爭取代表公民黨出戰區議會（第二）界別，但後來黃文萱透過公民黨黨中央發表聲明，表示基於個人原因，在黨員大會前申請退出今次的推薦名單，並專注區議會的工作，在6月20日的參選人誓師大會中，宣佈啟動黨內徵召機制，由東區區議員李予信接替出選。功能組別方面，郭榮鏗將在法律界尋求連任，而身兼美食車大聯盟發言人的林瑞華則有意參選飲食界功能界別。
- 街工：街工長期以新界西尤其是葵青區為根據地。上屆梁耀忠轉戰區議會（第二）功能界別成功，唯黃潤達於新界西接棒失敗，維持「一人黨」局面。另外，由於梁耀忠於今屆任期內表現欠佳（如他在本屆負責主持立法會主席選舉的爭議），加上處理黨務失當，引致包括黃潤達在內的三名區議員退黨，影響力大減。在去年的區議會選舉中，包括梁耀忠在內三名成員於葵青區當選，加上何惠彬於元朗當選，使街工區議員勢力首度擴展至葵青以外的地區。

梁耀忠今屆將會派名單第二，支持街工主席盧藝賢出選新界西。另外，街工原計劃參與民主派初選，其參加初選的提名及表格都已準備妥當，但梁耀忠表示如果街工在初選中落選，盧藝賢仍然會出戰新界西，結果被同區其他民主派及本土派批評，並表明「不會參與有街工參與的初選機制」，更引發元朗區議員何惠彬不滿退黨，最終街工於6月28日宣佈不參選本次選舉。
- 灣仔起步：灣仔區議會主席楊雪盈有意參選香港島選區。黨員、「又飛啦」創辦人周錦基有意參選旅遊界別功能組別選舉[53]。
- 新民主同盟（新同盟）：范國威會再戰新界東，而荃灣區議員譚凱邦將出選新界西，大埔區議員任啟邦將出選區議會（第一）功能界別。

#### 激進民主派

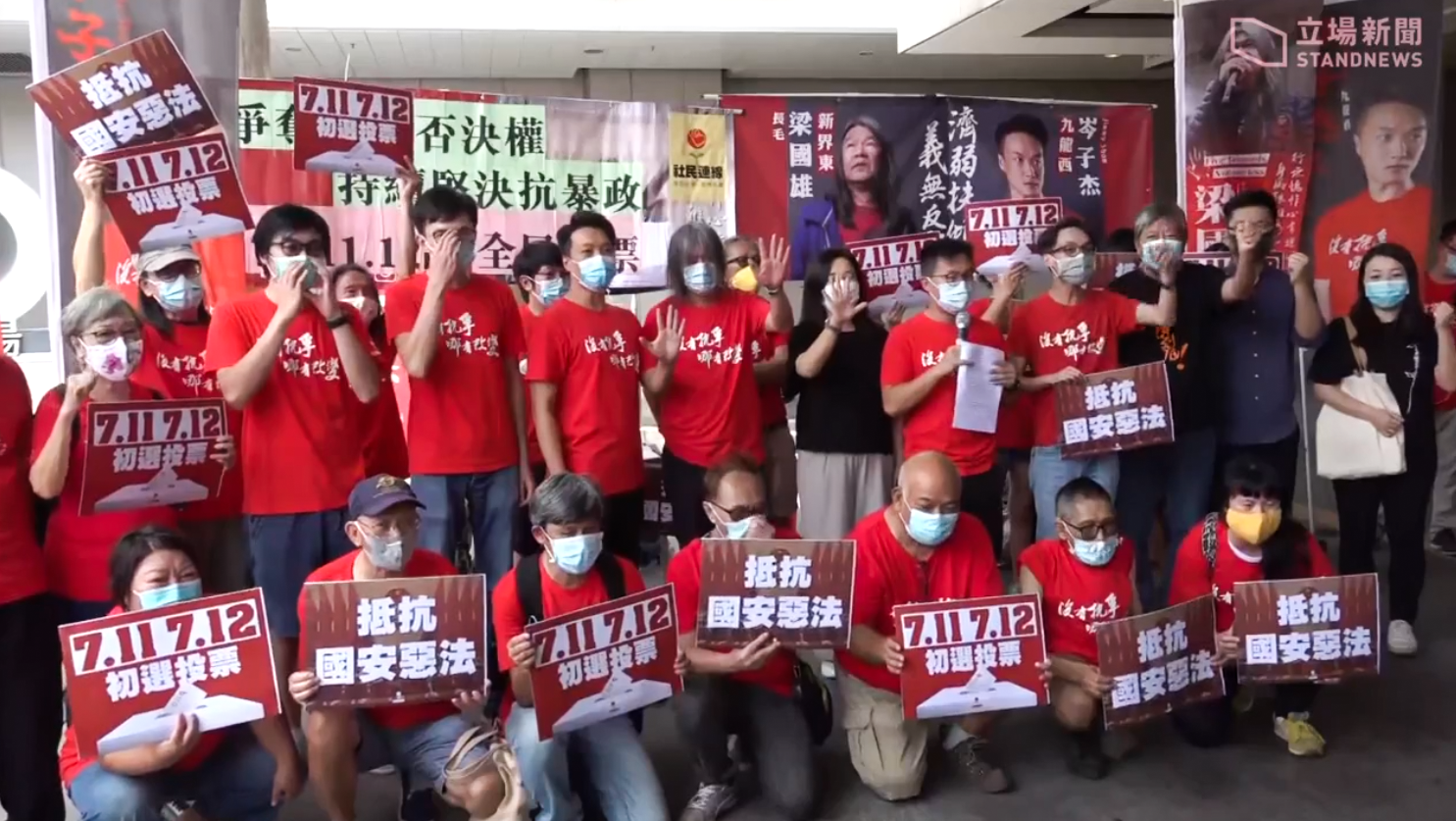
社民連派出梁國雄和岑子杰參加民主派初選

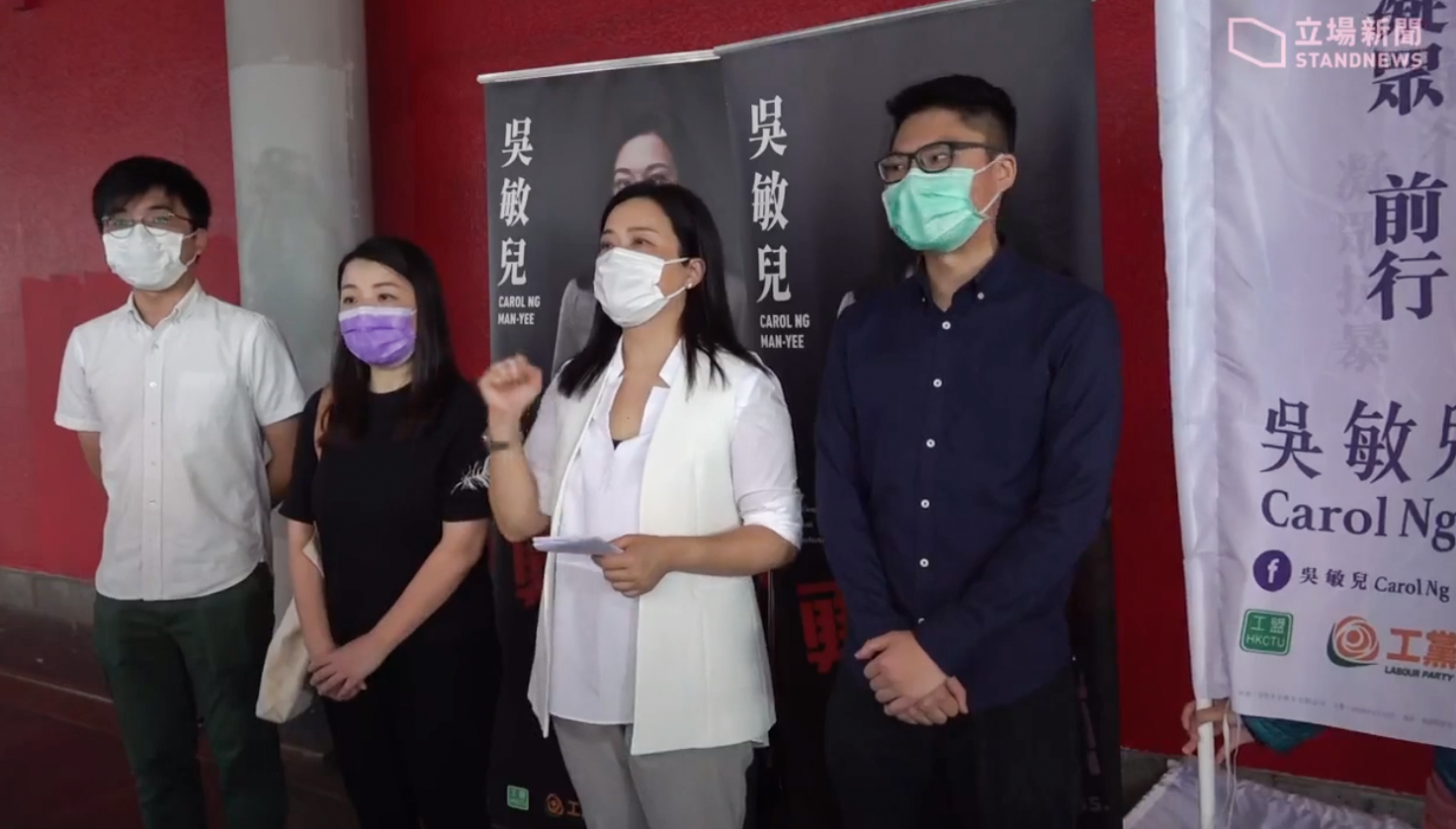
工黨最終僅派出職工盟吳敏兒出選新界西

由工黨、民協、社民連，以及左翼民間團體共同組成的合作關係，以期望協調於5區及出選，由於以左翼思想為主要共同理念，故此以左傾的「進步主義」而得名。
- 社會民主連線（社民連）：上屆選舉僅有新界東立法會議員梁國雄成功連任。2017年7月14日，高等法院原訟庭裁定，包括梁國雄在內的4名議員全部宣誓無效，自2016年10月12日起已喪失議員資格[54]。今屆社民連黨內甄選中決定派出2張地區直選名單，分別推薦DQ4議員之一的梁國雄參選新界東及民陣召集人、沙田區議員岑子參選九龍西[55]。而初選只有岑子杰出線並在九龍西排名第一位。
- 香港民主民生協進會（民協）：上屆全軍盡墨，除了時任議員馮檢基轉戰新界西失敗、在九龍西再接再厲的譚國僑亦落選，出戰「超區」的何啟明最終自行宣布退選而低票落敗，失去僅餘的一席。其後民協不少區議員及成員相繼退黨，尤其是在九龍城，該黨所有（三名）區議員、部分前區議員、社區幹事等紛紛退黨。在1125九龍西補選中，馮檢基因堅持出選而退黨，使民協影響力大減。唯在去年的區議會選舉中，民協在原有的三個根據地深水埗、黃大仙、屯門三區議席均有增長。

黨內大會通過副主席深水埗區議員何啟明出選九龍西，而主席黃大仙區議員施德來出選九龍東，兩人並會參與初選。而初選只有何啟明出線。
- 工黨：工黨於上屆選舉表現較差，僅張超雄成功連任，爭取連任的何秀蘭和李卓人均落敗。在2018年末舉行的九龍西補選，工黨原派出劉小麗參選，盼能重奪議席，在提名期甫開始她即報名參選，惟其參選資格遲遲未獲確認，最終被選舉主任裁定提名無效[58]。其後被視為民主派第二人選（Plan B）的李卓人參選[59]，但最終仍以逾萬票之差敗予建制派支持的陳凱欣。在去年的區議會選舉中，工黨七人全數當選。

張超雄將不會於新界東競逐連任，主席郭永健參與工黨黨內甄選爭取接替張超雄，6月19日，郭永健發表聲明，稱不會參與2020年立法會選舉；職工盟主席吳敏兒參與工黨黨內甄選為唯一一個黨內競逐新界西初選；九龍西方面，參與工黨黨內甄選的，包括港龍空勤人員協會前主席施安娜、有意捲土重來的DQ4議員之一的劉小麗，但後來劉小麗透過工黨發表聲明，她本人將不會參與2020年立法會選舉，而施安娜成為唯一角逐九龍西黨內甄選的參與者。
工黨派出吳敏兒出選新界西，並參與初選。但吳敏兒在初選未能出線。
在吳敏兒於新界西初選未能出線後，工黨執委會通過身兼該黨副主席的東區區議會區議員麥德正參選區議會（第一）功能界別議席，以期望爭取工黨逃過失去立法會議席的危機。

#### 抗爭派
反對逃犯條例修訂草案運動以及港區國安法的影響下，部分非傳統泛民主派成員，如黃之鋒、岑敖暉、袁嘉蔚及何桂藍等人結成「抗爭派」，於2020年立法會選舉民主派初選中與以「本土派」自居的候選人結盟，挑戰傳統民主派的溫和路線。最終，抗爭派候選人與傳統民主派候選人各佔名單一半。

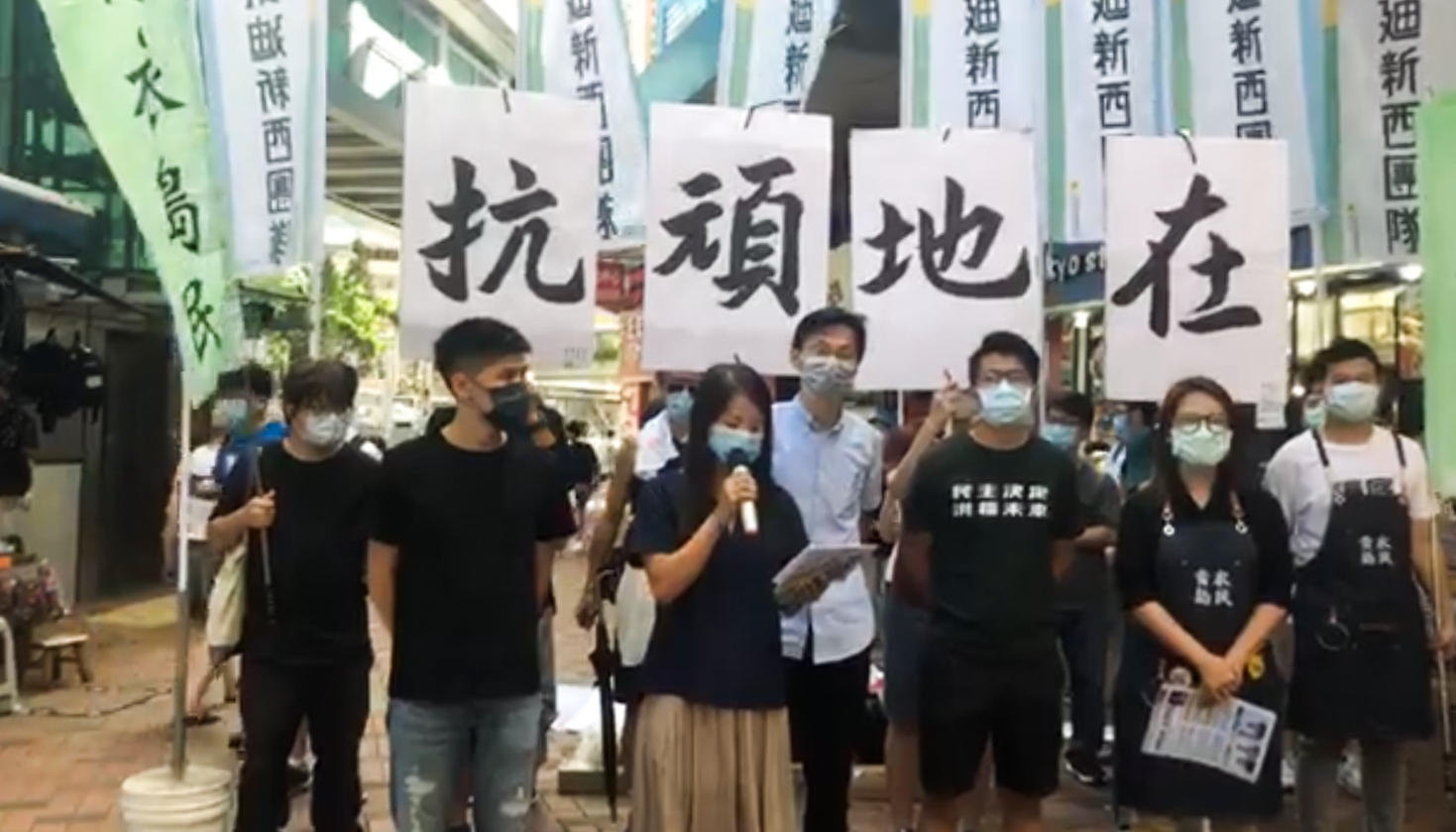
6月20日，朱凱廸和岑敖暉在荃灣宣佈參選

- 人民力量：人民力量上屆與社會民主連線協調參選，長期扎根新界西的排名第二位陳偉業以禮讓社民連的黃浩銘參選[63]，結果僅有新界東立法會議員陳志全成功連任。今屆選舉，主席陳志全將會尋求連任，副主席譚得志將捲土重來出選九龍東。
- 朱凱廸新西團隊、南區萬事屋、觀塘願景及青衣島民：朱凱廸在新界西與元朗區議員陳樹暉、大嶼山社區主任馮小燕及青衣島民葵青區議員王必敏合組四人名單角逐連任，荃灣區議員岑敖暉參選區議會（第二）功能組別[64]，袁嘉蔚出選香港島，無黨籍黃之鋒出選九龍東，觀塘願景觀塘月華區議員梁凱晴則積極考慮出選九龍東，作為黃之鋒未獲確認提名有效的後備方案，並支持前立場新聞記者何桂藍出選新界東、張崑陽出選九龍西。

#### 本土派
反對逃犯條例修訂草案運動以及港區國安法的影響下，部分以「本土派」自居的人士，於民主派初選中與部分以「抗爭派」自居的候選人結盟，挑戰傳統民主派的溫和路線。最終，抗爭派候選人與傳統民主派候選人各佔名單一半。

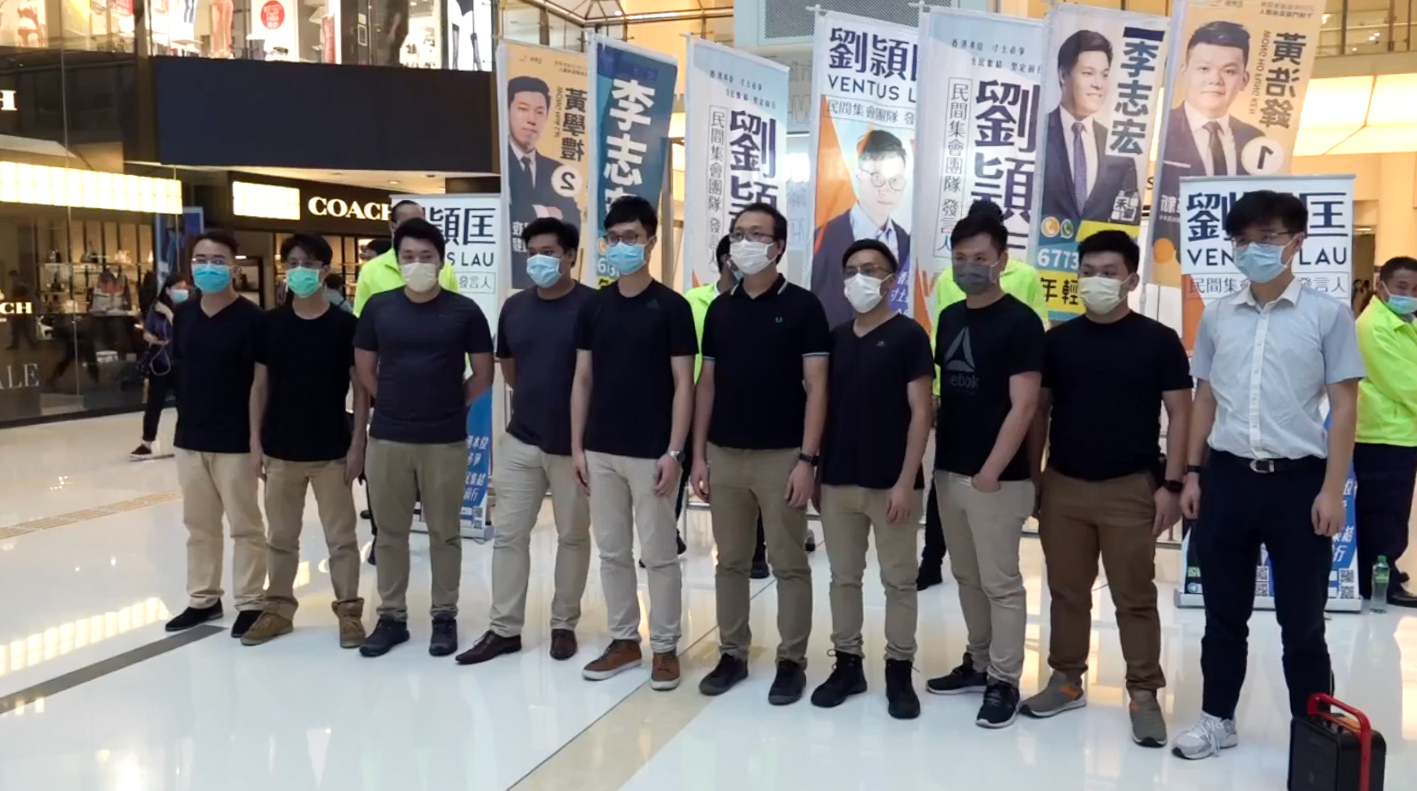
2020年6月18日，劉頴匡在沙田新城市廣場宣布參加抗爭陣營初選，並獲得多名沙田區議員支持

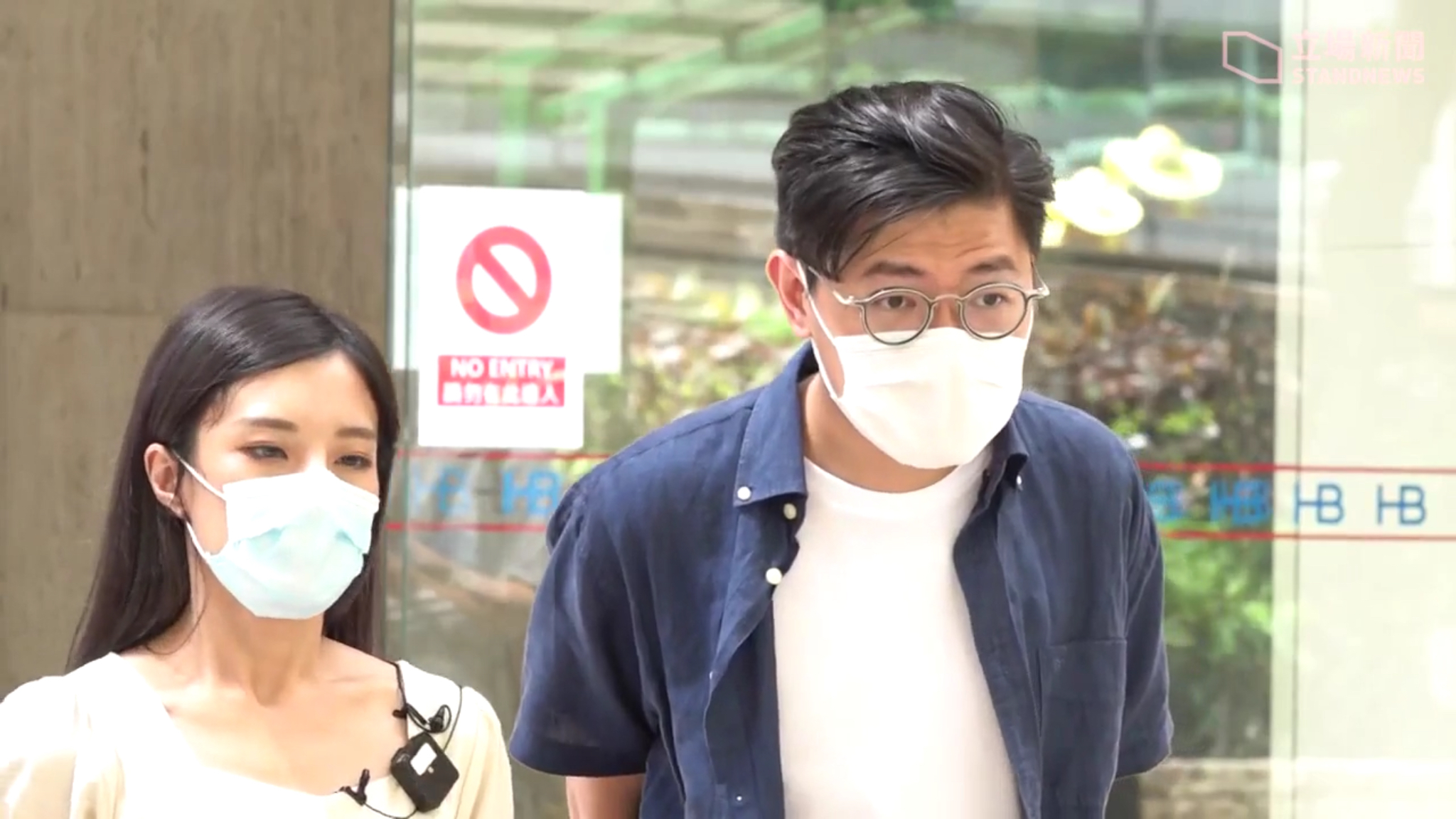
2020年7月27日，屯門社區網絡張可森、前學民思潮發言人黃子悅宣佈參選2020年香港立法會選舉，競逐新界西地區直選。

- 屯門社區網絡及天水圍民生關注平台：屯門區議員張可森以及元朗區議員王百羽會分別參與新界西以及區議會（第二）功能界別選舉，並參與初選[65]。
- 天水連線：元朗區議員伍健偉及林進以一張名單參選2020年立法會選舉新界西地方選區，並參與新界西民主派初選[66]。
- 紅土家：建築師關兆倫參選建築、測量、都市規劃及園境界功能組別。
- 沙田社區網絡：民間集會團隊發言人劉頴匡出選新界東選區，並獲得多名沙田區議員支持[67]。

### 香港歸英陣營
保守黨：賴綺雯將會出選香港島選舉。

### 修憲派
熱血城邦陣營由本土派分裂出來發展，並與民主派有明顯分別。
修憲派包括熱血公民及其他支持由香港學者陳雲於2011年出版的暢銷書《香港城邦論》的政治人物與組織。在2019年舉行的區議會選舉，熱血城邦陣營分別於元朗及大埔取下一席議員。今屆地區直選除九龍東外，其餘四區均有候選人名單參選。
根據熱血公民創黨宗旨第一章，提到熱血公民作為沉穩持重的修憲派，致力推動香港憲政民主發展，實現保障港人自由和人權之普選制度。
- 熱血公民：以「捍衛自由，保住香港」、「港人為大，自強不息」為競選綱領。莊芷茵和鄭錦滿出選香港島、大埔區議員黃兆健出選新界東、黨主席鄭松泰在新界西尋求議席連任，他們沒有參與泛民主派及本土派聯合舉辦的初選[69]。
- 香港復興會：組織內有「國舅」之稱的楊偉業出戰九龍西，他沒有參與泛民主派及本土派聯合舉辦的初選。

### 中間派

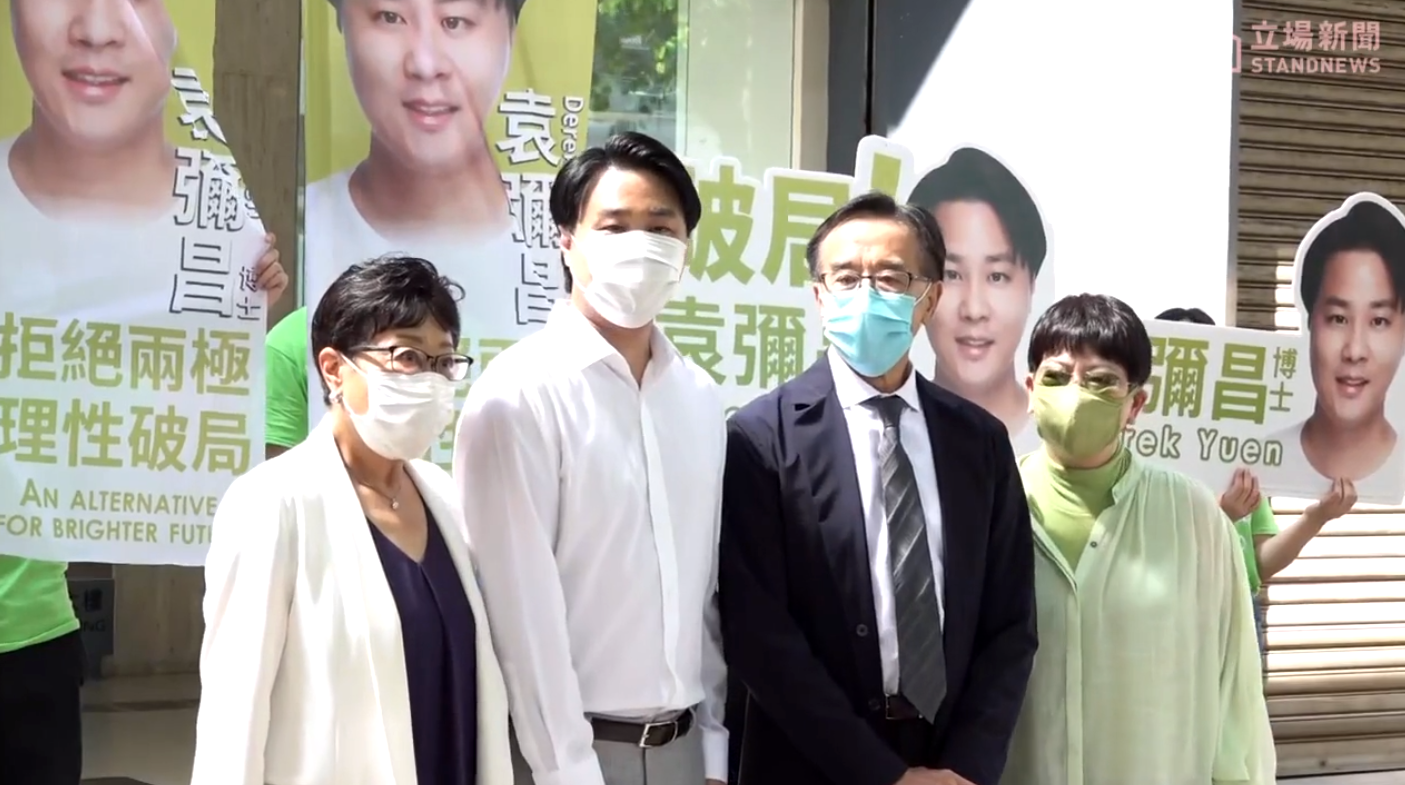
2020年7月27日，袁彌昌在多名「希望聯盟」成員陪同下，報名參選2020年立法會選舉

中間派雖獨立於建制民主兩派之間，但大部分中間派與大陸及香港政府有不少互動。另外，也有部分中間派如時任醫學界立法會議員陳沛然定位自己是親民主派的中間派。
- Roundtable研究所：前政治助理陳智遠有意出選旅遊界[70]。
- 希望聯盟：有意派李啟迪出選新界東選區[71]。人民力量前主席袁彌明兄長、新民黨現任立法會議員容海恩丈夫袁彌昌積極考慮參選香港島。沙中綫偷工減料醜聞吹哨者、中科董事總經理潘焯鴻積極考慮參選九龍西[72]。
- 專業動力：由方國珊、陸秀貞及李思朗組成團隊參與新界東的選舉，惟方國珊仍自稱「獨立無政黨」。

## 不尋求連任的議員
| 席位     | 選區／界別               | 政黨 | 政黨                          | 議員   | 備註                                                         |
| -------- | ------------------------ | ---- | ----------------------------- | ------ | ------------------------------------------------------------ |
| 地區直選 | 香港島                   |      | 公民黨                        | 陳淑莊 | 因佔中九子案被判囚八個月，按法例五年內不能任何選舉。         |
| 地區直選 | 九龍西                   |      | 民建聯                        | 蔣麗芸 |                                                              |
| 地區直選 | 九龍西                   |      | 民主黨                        | 黃碧雲 | 於民主派初選落敗                                             |
| 地區直選 | 九龍東                   |      | 民建聯                        | 柯創盛 | [ 73 ]                                                       |
| 地區直選 | 新界西                   |      | 民建聯                        | 梁志祥 | [ 74 ]                                                       |
| 地區直選 | 新界西                   |      | 公民黨                        | 郭家麒 | 因被選舉主任裁定提名無效，不能參選2020年香港立法會選舉       |
| 地區直選 | 新界東                   |      | 工黨                          | 張超雄 | [ 75 ]                                                       |
| 地區直選 | 新界東                   |      | 公民黨                        | 楊岳橋 | 因被選舉主任裁定提名無效，不能參選2020年香港立法會選舉       |
| 地區直選 | 新界東                   |      | 新民黨                        | 容海恩 | 因再次懷孕及專心照顧家庭，故宣告於任期屆滿後，放棄連任       |
| 功能界別 | 衛生服務界               |      | 專業議政                      | 李國麟 | 於民主派初選落敗                                             |
| 功能界別 | 勞工界                   |      | 工聯會                        | 何啟明 | 擔任勞工及福利局副局長                                       |
| 功能界別 | 勞工界                   |      | 勞聯                          | 潘兆平 |                                                              |
| 功能界別 | 法律界                   |      | 公民黨                        | 郭榮鏗 | 因被選舉主任裁定提名無效，不能參選2020年香港立法會選舉       |
| 功能界別 | 會計界                   |      | 專業議政                      | 梁繼昌 | 因被選舉主任裁定提名無效，不能參選2020年香港立法會選舉       |
| 功能界別 | 社會福利界               |      | 獨立（社工復興運動/專業議政） | 邵家臻 | 因佔中九子案被判囚八個月，按法例不能參選2020年香港立法會選舉 |
| 功能界別 | 旅遊界                   |      | 獨立                          | 姚思榮 |                                                              |
| 功能界別 | 體育、演藝、文化及出版界 |      | 新論壇                        | 馬逢國 | [ 78 ]                                                       |
| 功能界別 | 進出口界                 |      | 民建聯                        | 黃定光 | [ 79 ] [ 80 ]                                                |
| 功能界別 | 資訊科技界               |      | 專業議政                      | 莫乃光 | [ 81 ]                                                       |
| 功能界別 | 區議會（第一）           |      | 民建聯                        | 劉國勳 | 在2019年香港區議會選舉中落選，失去參選此界別的資格           |
| 功能界別 | 區議會（第二）           |      | 街工                          | 梁耀忠 |                                                              |

## 一度有意參選但其後退出人士
| 席位     | 選區／界別               | 政黨   | 政黨     | 曾有意參選者                                       | 備註                                                                           |
| -------- | ------------------------ | ------ | -------- | -------------------------------------------------- | ------------------------------------------------------------------------------ |
| 地區直選 | 九龍西                   |        | 民主黨   | 袁海文                                             | 於黨內甄選落敗，及後在區議會（第二）功能界別以涂謹申為首的名單中排第二位參選。 |
| 地區直選 | 九龍西                   |        | 工黨     | 劉小麗                                             | 協調後宣布退選並表態支持岑子杰                                                 |
| 地區直選 | 九龍西                   |        | 公民黨   | 余德寶                                             |                                                                                |
| 地區直選 | 九龍西                   |        | 獨立     | 李傲然                                             |                                                                                |
| 地區直選 | 九龍東                   |        | 民建聯   | 柯創盛                                             | 因家庭理由放棄連任                                                             |
| 地區直選 | 新界西                   |        | 民建聯   | 梁志祥                                             |                                                                                |
| 地區直選 | 新界西                   |        | 街工     | 盧藝賢                                             |                                                                                |
| 地區直選 | 新界東                   |        | 工黨     | 郭永健                                             | 協調後宣布退選並表態支持梁國雄                                                 |
| 地區直選 | 新界東                   |        | 民建聯   | 劉國勳                                             |                                                                                |
| 功能界別 | 教育界                   |        | 獨立     | 楊子俊                                             | 轉到香港島出選                                                                 |
| 功能界別 | 地產及建造界             | 李永財 | 獨立     | 提名期結束前因為爭取不到足夠票數，宣布放棄參選     |                                                                                |
| 功能界別 | 勞工界                   | 李志宏 | 獨立     | 及後在新界東選區以劉頴匡為首的名單中排第二位參選。 |                                                                                |
| 功能界別 | 體育、演藝、文化及出版界 | 陳偉豪 | 獨立     |                                                    |                                                                                |
| 功能界別 | 體育、演藝、文化及出版界 |        | 民主黨   | 賴文輝                                             | 及後在新界西選區以尹兆堅為首的名單中排第八位參選。                             |
| 功能界別 | 區議會（第一）           | 趙家賢 | 民主黨   | 黨內決定不派員參與該界別                           |                                                                                |
| 功能界別 | 區議會（第二）           |        | 公民黨   | 黃文萱                                             | 轉到新界東出選                                                                 |
| 功能界別 | 區議會（第二）           |        | 區政聯盟 | 區鎮樺                                             |                                                                                |
| 功能界別 | 紡織及製衣界             |        | 荃民議政 | 譚蓓欣                                             | 與同陣營其他參選人協調後決定棄選                                               |

## 民主派初選

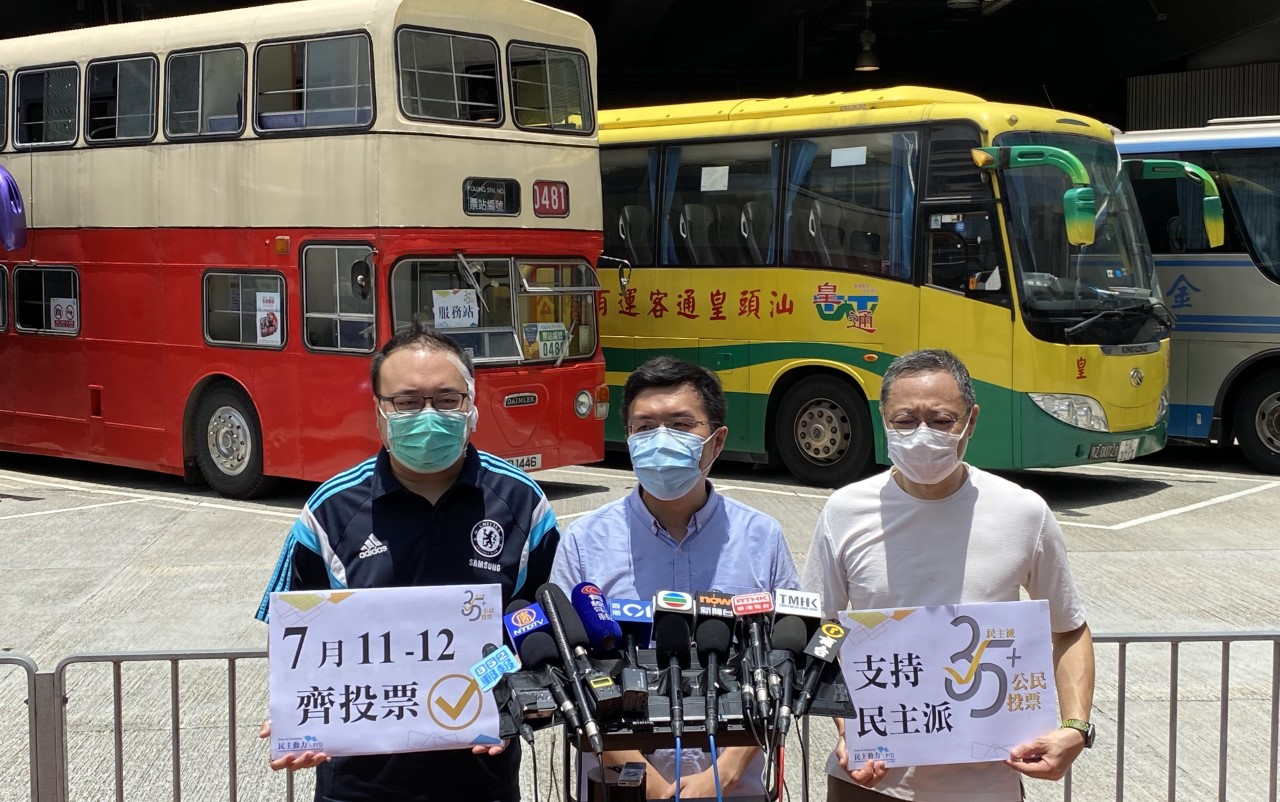
7月11日中午，负责统筹及协调初选的戴耀廷（右至左）、区诺轩、赵家贤，在西九龍站巴士總站投票站公布投票启动。後方有珍寶巴士改裝的投票服務站

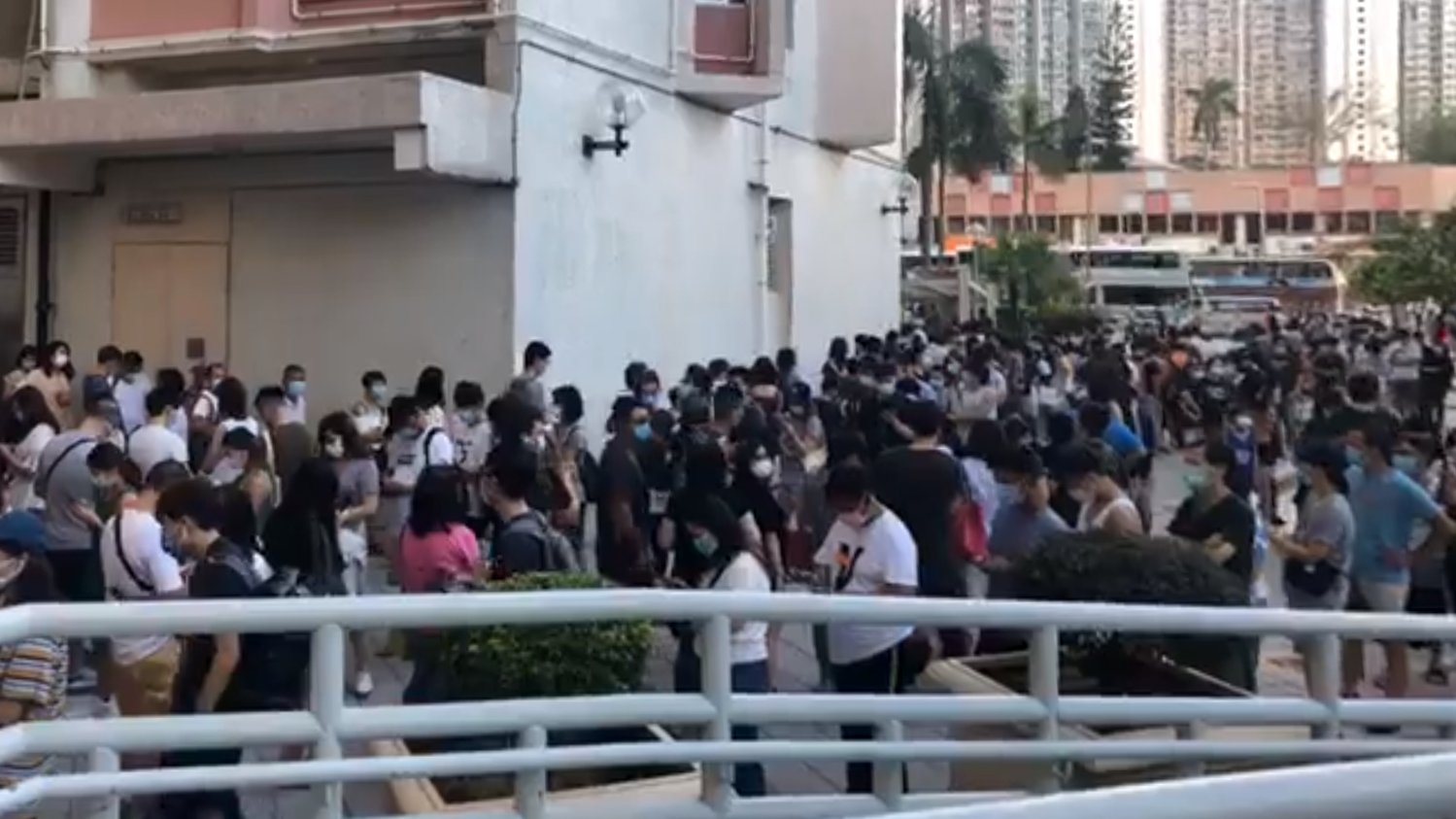
天水圍天瑞邨在下午高峰時有逾400人等候投票

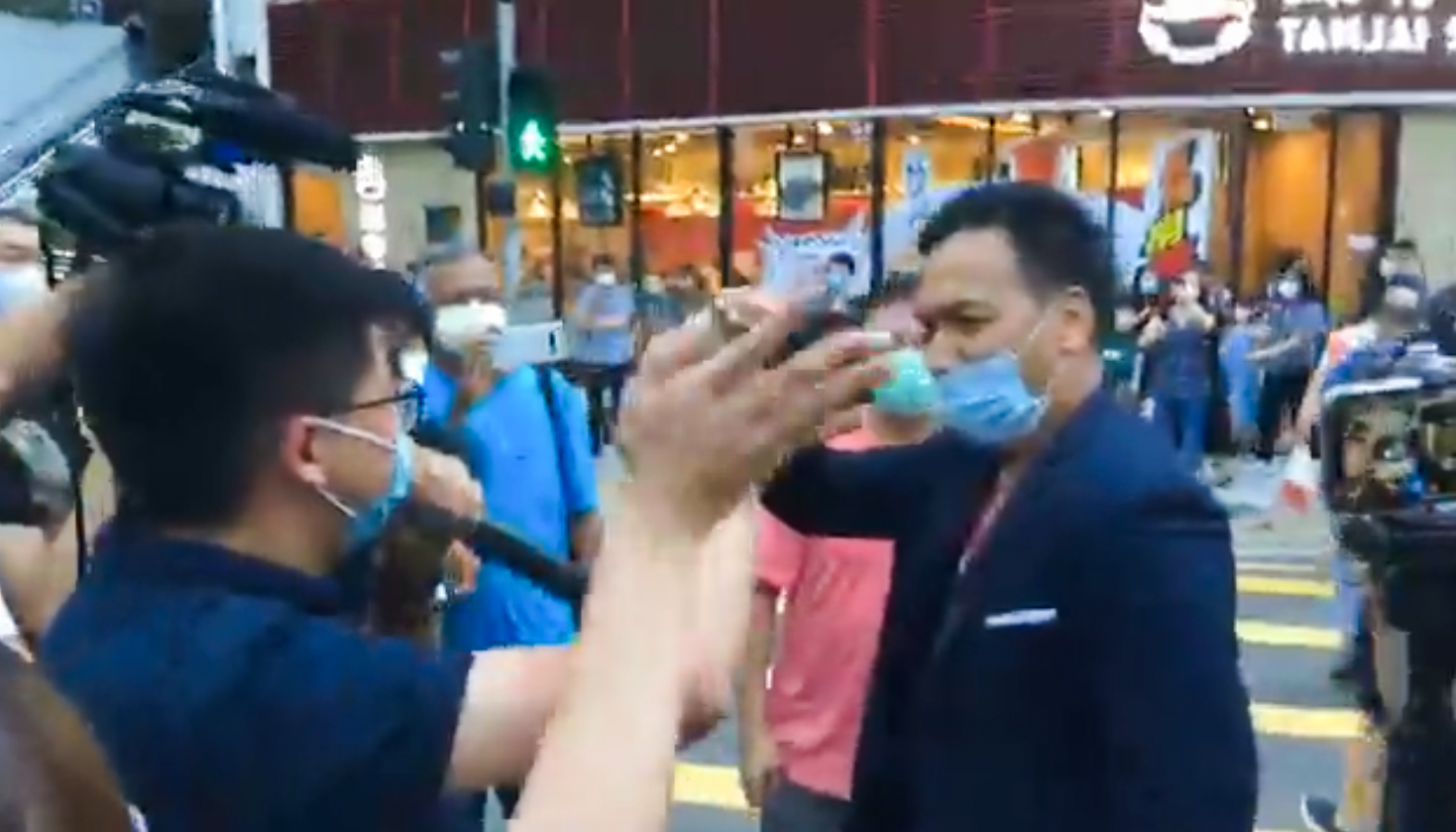
傍晚6時許，前香港眾志秘書長黃之鋒在太古康怡廣場外為袁嘉蔚拉票期間，建制派KOL「大波Man」石房有現身踩場

2020年6月8日，民主派舉行「35＋協調機制」記者會，希望透過公民投票形式，能爭取在立法會得到過半數議席。機制涉及五個地區直選，以及俗稱「超級區議會」的區議會第二功能界別和衛生服務界。目標是有17萬人投票。若經初選投票後獲推薦的參選人被取消資格，將會由該人指定另一名「Plan B」人士出選。在「35＋協調機制」中，民主派和本土派均有參與，只有熱血公民表明不會參與。投票於7月11和12日早上9時至晚上9時舉行，全港設255個「票站」。
在初選舉行前，政制及內地事務局長曾國衞表示初選或違《港區國安法》及「限聚令」等多條法律，籲市民及有意參選人需慎重考慮。港大法律系副教授戴耀廷表示看不到有任何違法和參選人提出分裂國家言論，指初選資源來自本地眾籌。多名建制派議員亦對曾國衞的說法有保留，葉劉淑儀直言「不明白為何參加初選都會違反國安法」。另外，在投票前一日，房屋署警告議員若利用辦事處作票站，屬違反租約條款，會採取勸喻、發警告信、不予續約或提早終止租約等行動。而位於荃新天地二期的「黃店」雪糕店Sogno Gelato，也收到由商場管理處發出的通告，指出用作票站或涉違反租約協議。該店為免商場藉此終止租約，最終取消借場作票站。最後有250多個由區議員辦事處及黃店等作「票站」之用。
7月11日為投票首天，有234,547人次以電子方式投票，遠超戴耀廷定下的17萬目標。其中天水圍天瑞邨票站更在晚上近投票結束時仍有逾200人等候投票，高峰時有逾400人等候。而大埔中心下午投票的人龍一度長達300米，高峰時約有500人排隊，有市民在炎熱的天氣下排了近1小時才能投票。中產屋苑太古城亦有大批市民排隊投票，而太子的「基隆茶餐廳」改為票站，雖然每天會損失約兩萬元生意額，但老闆娘不介意。
各區票站秩序大致良好，未有大批警員在票站周邊高調巡邏。不過在樂富站外，公民黨女義工被多名不同政見的人士以雨傘襲擊，義工無須送院，一名81歲婦人被捕。而傍晚6時許，前香港眾志秘書長黃之鋒在太古康怡廣場外為袁嘉蔚拉票期間，建制派KOL「大波Man」石房有現身踩場，手持電話拍攝並指罵黃之鋒為「漢奸走狗」，又指對方剛剛才「拎2,000萬買樓」。擾攘約10分鐘後，在場人士指罵石房有，其後自行離開現場。另外，乙明邨票站有警員記錄議員助理的身分證資料；荃灣福來邨票站亦因房委會投訴而停止運作1小時。

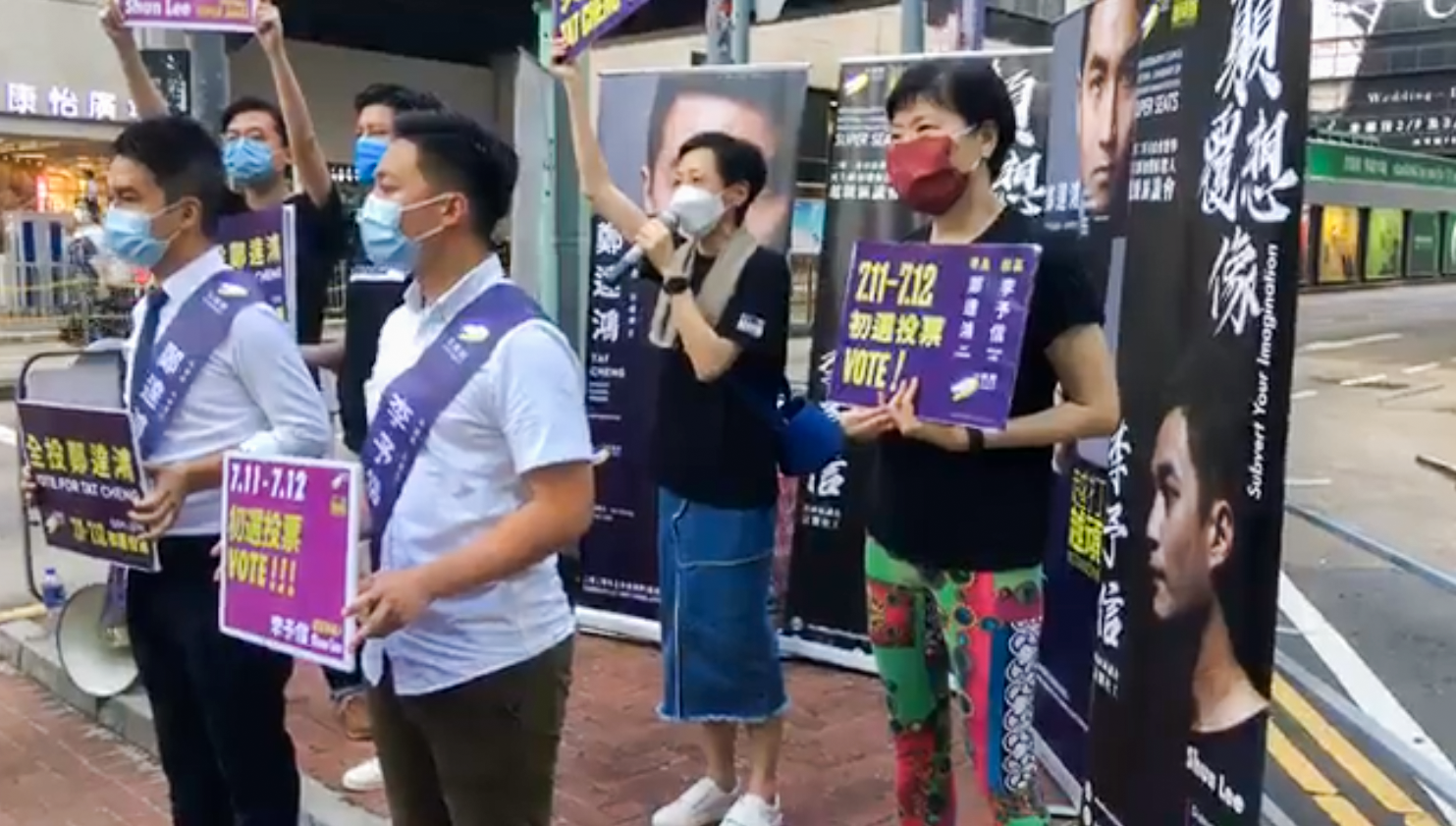
公民黨陳淑莊聯同余若薇在太古為鄭達鴻打氣和鼓勵市民參與民主派初選
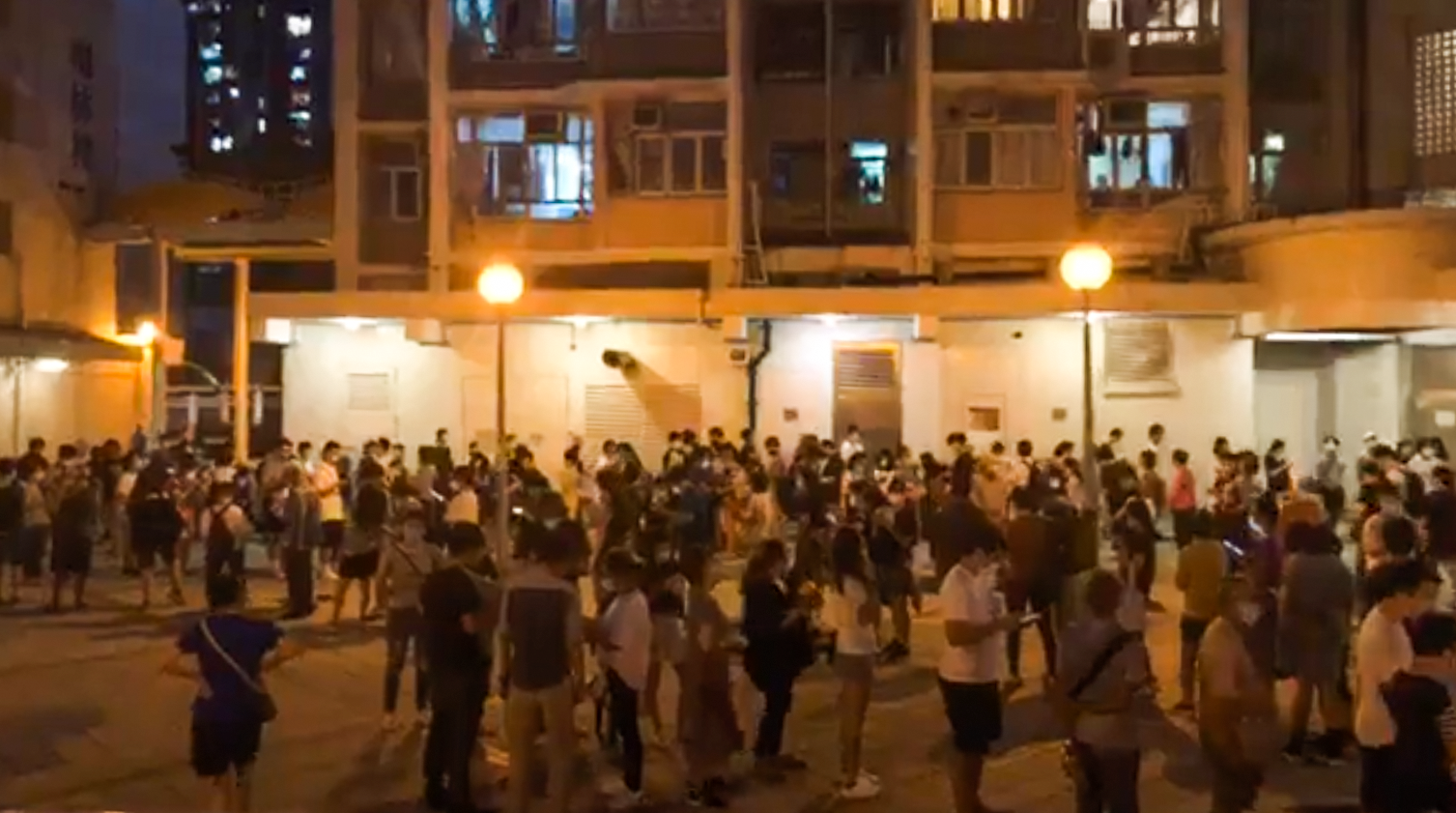
到晚上，天瑞邨票站仍有大量市民等候投票
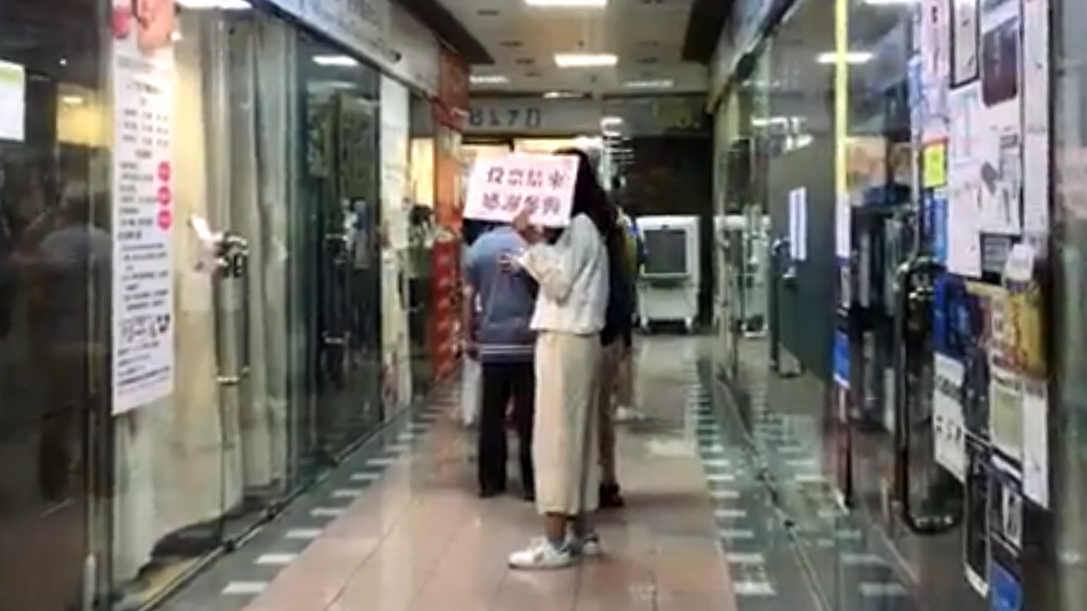
晚上9時，將軍澳慧安商場票站投票結束，義工舉起「投票結束 感謝參與」牌

## 2020年候選人提名
2020年立法會選舉，提名期為2020年7月18日至7月31日。但因應宣佈選舉延期，因此以下參選名單皆作廢，只供參考用。
- 香港島地方選區（页面存档备份，存于）
- 九龍西地方選區（页面存档备份，存于）
- 九龍東地方選區（页面存档备份，存于）
- 新界西地方選區（页面存档备份，存于）
- 新界東地方選區（页面存档备份，存于）
- 區議會（第二）功能界別（页面存档备份，存于）
- 傳統功能界別（页面存档备份，存于）

### 改為排在名單較後位置或更改出選地區／界別之議員
| 席位     | 選區／界別     | 政黨 | 政黨   | 議員   | 備註                                                                         |
| -------- | -------------- | ---- | ------ | ------ | ---------------------------------------------------------------------------- |
| 地區直選 | 九龍東         |      | 工聯會 | 黃國健 | 在以鄧家彪為首的名單中排第三位。                                             |
| 功能界別 | 勞工界         |      | 工聯會 | 陸頌雄 | 轉至九龍東選區競逐連任，在以鄧家彪為首的名單中排第二位。                     |
| 功能界別 | 區議會（第二） |      | 民建聯 | 周浩鼎 | 在2019年香港區議會選舉中落選，失去參選此界別的資格，轉至新界西選區競逐連任。 |

### 地方選區選舉主任名單
是次選舉，各地區直選及功能組別的選舉主任安排，打破過去由當區民政事務專員擔任選舉主任的傳統做法，而是跨區配對。此安排被部分媒体視為剝奪有意參選的民主派區議員的參選資格鋪路。
地方選區選舉主任如下：
| 姓名   | 選區   | 職位               | 上任日期      |
| ------ | ------ | ------------------ | ------------- |
| 黃智華 | 香港島 | 黃大仙民政事務專員 | 2020年7月18日 |
| 梁子琪 | 九龍西 | 中西區民政事務專員 | 2020年6月30日 |
| 蔡敏君 | 九龍東 | 九龍城民政事務專員 | 2020年7月13日 |
| 黃展翹 | 新界西 | 沙田民政事務專員   | 2020年6月15日 |
| 楊蕙心 | 新界東 | 離島民政事務專員   | 2020年7月18日 |

## 2020年取消參選資格

### 被裁定提名無效
註解
- 「＊」現任立法會議員
- 「△」現任區議員（區議會（第一、第二）功能界別不作標註）
- （括號）內為未有申報的實際政黨
- 「◆」曾參選2019年區議會選舉但提名無效
- 「+」曾參選2016年香港立法會選舉並在所屬參選名單中排第一位，但最終落選
- 「初」於民主派初選中成功出線

| 選區／界別     | 政黨 | 政黨                   | 參選人     | 原因                                                                   | 文件                |
| -------------- | ---- | ---------------------- | ---------- | ---------------------------------------------------------------------- | ------------------- |
| 香港島         |      | 獨立（南區萬事屋）     | 袁嘉蔚△初  | 被選舉主任裁定不真確地及誠意地擁護《基本法》和保證效忠香港特別行政區。 | 通知書理由書        |
| 香港島         |      | 公民黨                 | 鄭達鴻△初  | 被選舉主任裁定不真確地及誠意地擁護《基本法》和保證效忠香港特別行政區。 | 通知書理由書        |
| 香港島         |      | 熱血公民               | 鄭錦滿+    | 被選舉主任裁定不真確地及誠意地擁護《基本法》和保證效忠香港特別行政區。 | 通知書理由書        |
| 香港島         |      | 獨立                   | 梁晃維△初  | 被選舉主任裁定不真確地及誠意地擁護《基本法》和保證效忠香港特別行政區。 |                     |
| 九龍東         |      | 獨立                   | 黃之鋒◆初  | 被選舉主任裁定不真確地及誠意地擁護《基本法》和保證效忠香港特別行政區。 |                     |
| 新界西         |      | 公民黨                 | 郭家麒＊初 | 被選舉主任裁定不真確地及誠意地擁護《基本法》和保證效忠香港特別行政區。 |                     |
| 新界東         |      | 公民黨                 | 楊岳橋＊初 | 被選舉主任裁定不真確地及誠意地擁護《基本法》和保證效忠香港特別行政區。 |                     |
| 新界東         |      | 沙田社區網絡/沙田區政  | 劉頴匡初   | 被選舉主任裁定不真確地及誠意地擁護《基本法》和保證效忠香港特別行政區。 | 通知書理由書        |
| 新界東         |      | 獨立                   | 何桂藍初   | 被選舉主任裁定不真確地及誠意地擁護《基本法》和保證效忠香港特別行政區。 |                     |
| 區議會（第二） |      | 獨立（朱凱迪新西團隊） | 岑敖暉初   | 被選舉主任裁定不真確地及誠意地擁護《基本法》和保證效忠香港特別行政區。 |                     |
| 會計界         |      | 專業議政               | 梁繼昌＊   | 被選舉主任裁定不真確地及誠意地擁護《基本法》和保證效忠香港特別行政區。 | 通知書理由書 理由書 |
| 法律界         |      | 公民黨                 | 郭榮鏗＊   | 被選舉主任裁定不真確地及誠意地擁護《基本法》和保證效忠香港特別行政區。 |                     |

## 選舉民意調查

### 各陣營支持度

#### 立法會選舉趨勢調查
| 2020年香港立法會選舉趨勢調查 | 2020年香港立法會選舉趨勢調查   | 2020年香港立法會選舉趨勢調查 | 2020年香港立法會選舉趨勢調查 | 2020年香港立法會選舉趨勢調查 | 2020年香港立法會選舉趨勢調查 | 2020年香港立法會選舉趨勢調查 |
| 調查時間                     | 委託調查單位                   | 訪問人數                     | 民主派                       | 建制派                       | 未決定／其他                 | 領先                         |
| ---------------------------- | ------------------------------ | ---------------------------- | ---------------------------- | ---------------------------- | ---------------------------- | ---------------------------- |
| 2020年6月15－18日            | 香港民研（页面存档备份，存于） | 1,002                        | 53%                          | 29%                          | 18%                          | 24%                          |
| 2020年3月17－20日            | 香港民研（页面存档备份，存于） | 1,001                        | 58%                          | 22%                          | 20%                          | 36%                          |

## 選舉論壇

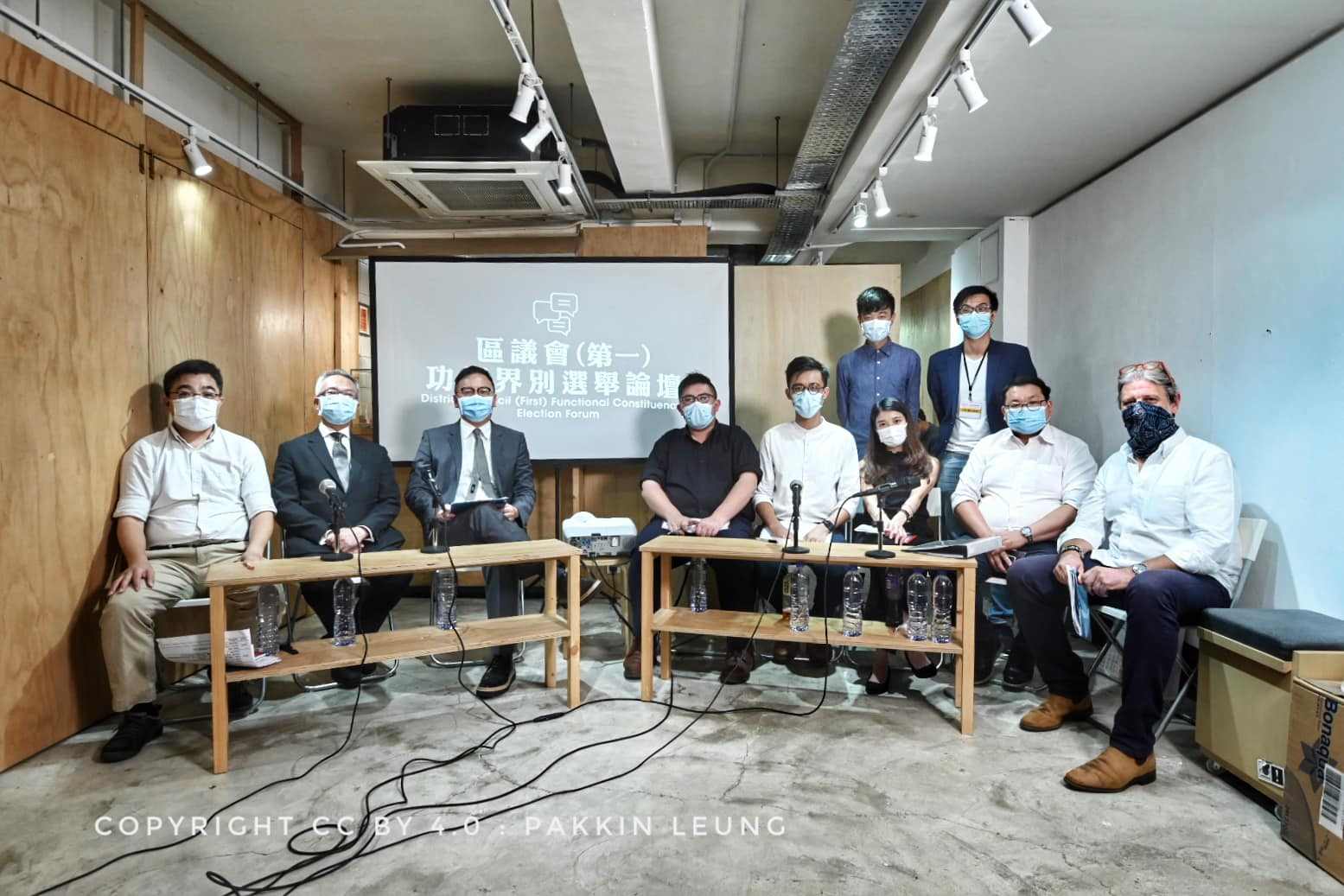
7月27日舉行的立法會功能組別區議會界別一論壇

### 業界論壇
| 界別           | 日期    | 時間        | 主持                                       | 缺席                         | 舉辦單位及主題                                      | 地點 | 視像重溫 |
| -------------- | ------- | ----------- | ------------------------------------------ | ---------------------------- | --------------------------------------------------- | ---- | -------- |
| 區議會（第一） | 7月27日 | 20:00-22:00 | 葵青區議會副主席張文龍、中西區區議員葉錦龍 | 民建聯深水埗區議會議員劉佩玉 | 部分香港區議會議員 「區議會（一）功能界別選舉論壇」 |      |          |

綜觀區議會（第一）論壇，各候選人均被質詢如何在立法會層面如何解決區議會困局。東區區議會議員仇栩欣則認為不論現在的區議會或將來的立法會也會面對打壓及挑戰，強調不論「35+」或是「35-」，在街頭或在議會上的抗爭也會尋找相同的地方，繼而互補不足；新民主同盟任啟邦則表示日後將投放更多資源進行地區議員的培訓，強調守好區議會亦相當重要，避免建制派重奪議席。
荃灣區議會議員劉卓裕則表示，一旦當選會捐出扣除稅項後的所有薪酬支援區議會運作，包括建立獨立秘書處，將議席「公有化」。仇栩欣則被問及十八區民主派聯絡會議有何改善空間，她認為可以定期召開會議、在開會前收集議題，商討政策。
身兼工黨副主席的麥德正被主持質疑在「新工會運動」興起的情況下，但工黨政治能量仍減少，他回應指於新界西初選中吳敏兒落敗不代表「工會戰線」失敗，群眾需支持工會運動但不一定要使用立法會的平台，而工黨作為政黨需因應時代改變，強調在罷工的時候有數以萬計人參與，不能將困難說成失敗。
除此之外，麥德正亦質問富新一代李家偉「到底泛民係要嚟殲滅定係團結？」，李家偉表示，黨派之間應要團結，而只要任何人有抗爭的意志也可是「抗爭派」，他表示也希望人民力量陳志全當時能出席「抗爭派」記者會。
另外，大埔區議會議員陳振哲提出建立一個由八位候選人共同制定的退選機制，於適當時間其他7位候選人退選，以告示眾區議員最終應投哪一位候選人，並詢問在座候選人會否同意方案，除了工黨麥德正拒絕回答外，其他在座候選人均表示同意。此外，政圈亦盛傳，麥德正獲得傳統泛民政黨支持其出選區議會（一）席位。

## 選舉焦點

### 地方選區焦點
今屆立法會選舉並沒有新增議席，各區議席數目亦沒有變化。

#### 香港島（6席）
香港島議席數量無增減，維持六席。
民主派方面，僅民主黨許智峯尋求連任，被高等法院裁定並非妥為當選的區諾軒放棄參選。公民黨陳淑莊因佔中案被判入獄而無法參選，由上屆排第二位的東區區議員鄭達鴻接替排首位參選；南區區議員袁嘉蔚參選。而本土派則有中西區區議員梁晃維參選。
修憲派方面，熱血公民莊芷茵參選，上屆參選落敗的鄭錦滿則排名單第二位。
建制派方面，去年區議員選舉落敗的民建聯副主席張國鈞、險勝的工聯會郭偉強、新民黨葉劉淑儀亦尋求連任。
中間派方面，上屆落敗的王維基和民主思路在今屆都沒有再參選。而上屆曾經支持過王維基的田北俊，今屆創立了希望聯盟，並派出袁彌昌參選。

#### 九龍西（6席）
民主派方面，僅有毛孟靜競逐連任。至於同樣主打左翼、民生及基層議題、上屆亦曾派人參選但落敗的社會民主連線及民協，則改派岑子以及何啟明參選。屬本土派的張崑陽，主打國際遊說，亦加入戰團。
修憲派方面，楊偉業以獨立身分參選，獲得陳雲支持。
建制派方面，民建聯的鄭泳舜及經民聯梁美芬均於此區尋求連任，而被高等法院裁定並非妥為當選的陳凱欣，欲爭取重返議會。此外，曾於沙中綫偷工減料醜聞中披露有人剪短鋼筋、獲希望聯盟支持的潘焯鴻宣佈參選。

#### 九龍東（5席）
民主派方面，民主黨胡志偉、公民黨譚文豪尋求連任。上屆高票落敗的人民力量譚得志捲土重來，而被禁止參選南區區議會海怡西選區區議會選舉的黃之鋒轉戰本區。觀塘區議員李嘉達亦加入戰團。
建制派方面，謝偉俊於此區尋求連任，工聯會鄧家彪及民建聯黎榮浩則分別接替黃國健及柯創盛參選。

#### 新界西（9席）
新界西議席數量無增減，維持全港最多的九席。
民主派方面，朱凱廸、民主黨尹兆堅、公民黨郭家麒競逐連任。本土派的屯門社區網絡派出張可森參選；天水連線亦派出伍健偉夥拍林進參選，前學民思潮發言人黃子悅亦循新界西參選，加入戰團。
修憲派方面，熱血公民黨主席鄭松泰尋求連任，力保新界西城邦派一席。此外，沒有參與民主派初選的屯門區議員巫堃泰宣布參選。
建制派方面，民建聯的陳恆鑌、實政圓桌的田北辰、何君堯及工聯會麥美娟均於此區尋求連任，而周浩鼎在2019年香港區議會選舉中落選，因此失去參選區議會（第二）的參選資格，轉戰此區競逐連任。

#### 新界東（9席）
新界東議席數量無增減，維持全港最多的九席。
民主派方面，人民力量陳志全、民主黨林卓廷、公民黨楊岳橋競逐連任，而被高等法院裁定並非妥為當選的新民主同盟范國威，欲爭取重返議會。本土派的劉頴匡及鄒家成參選；政治素人何桂藍亦加入戰團。
修憲派方面，熱血公民派出大埔區議員黃兆健參選。此外，沒有參與民主派初選的北區區議會主席羅庭德胞兄羅庭輝及全民參政姚冠東亦參選。
建制派方面，民建聯葛珮帆及陳克勤均於此區尋求連任，林克霖、陳玉娥、新民黨李梓敬亦參選。而屬於中間派的希望聯盟李啟迪及專業動力方國珊宣佈參選，加入戰團。

### 超級區議會焦點
超級區議會與上屆相同，由全港選民不分區投票產生一共五個席位。
民主派方面，民主黨派出涂謹申及鄺俊宇共兩張名單競逐連任，朱凱廸新西團隊亦派出學聯前副秘書長岑敖暉。上屆未有足夠提名參選超區的本土派，由天水圍民生關注平台派出元朗區議員王百羽與九龍角落主席李軒朗合組名單參選。

### 傳統功能界別焦點
今屆多名民主派積極部署參選多個功能界別。

#### 教育界
教育界自成立以來一直由教協控制，上屆葉建源雖遇上蔡若蓮挑戰，仍取得45,984票，以接近30000票的大比數差距，成功連任。但今屆其爭取連任之路遇上北區連線蔣旻正及教聯會鄧飛挑戰。
蔣旻正批評教協對會否否決財政預算案含糊其詞，認為選民有權選擇是否「攬炒」。他表示自己願意參與初選，但他曾與教協聯絡，當時教協拒絕。教協會長馮偉華回應指，數月前已完成會員諮詢，支持現任議員葉建源尋求連任，又指與蔣旻正會面時，對方未有交代如何舉行初選，只說待戴耀廷處理，但其後戴耀廷未有聯絡他們，現時時間緊迫，難以安排初選。蔣旻正指說法誤導、推卸責任，表示是教協主動聯絡戴耀廷，表明不會參與初選。馮偉華再回應時指，忘記戴耀廷曾聯絡教協，但當時沒有談及初選事宜，而及後教協有向戴耀廷解釋不參與初選原因，戴耀廷表示理解。由於葉建源及蔣旻正同屬民主派，可能對此界別選情帶來衝擊。

#### 法律界
法律界自回歸後一直由民主派控制，上屆公民黨郭榮鏗成功連任。此次選舉，建制支持的前刑事檢控專員江樂士將可能出戰此界別。

#### 會計界
會計界自回歸後多次易手，民主派雖然於2004年及2012年成功當選，但得票均不及兩名建制派參選人的合共得票。在上屆首次由民主派候選人於此界別以過半數得票當選成功連任。
民主派現任議員梁繼昌自2012年成功當選，在上屆亦於此界別以過半數得票當選成功連任，今屆梁繼昌以專業議政身分爭取連任。建制派則支持報稱獨立的林智遠參選。

#### 醫學界
上屆香港公共醫療醫生協會會長陳沛然成功於此界別當選，為中間派保住醫學界議席，陳沛然過往四年雖支持設立西九龙站内地口岸区，但又反對修改《議事規則》以及反對逃犯條例修訂草案，他曾形容自己為「中間偏黃（民主派）」。陳沛然今屆報名爭取連任，認同運用否決財政預算案等權力，迫使特首回應五大訴求，與民主派看法一致。
在提名期結束前，建制派派出林哲玄參戰，林哲玄過去曾聯署支持警方執法，又公開反對醫護罷工，而他在7月的醫學會換屆選舉時亦有參選，他所屬的何仲平名單敗陣給蔡堅名單，全張名單無一當選。

#### 建築、測量、都市規劃及園境界
上屆建築、測量、都市規劃及園境界在建制派兩位參選人同室操戈之下，由民主派的姚松炎當選，惟因政府其後分別就游蕙禎、梁頌恆、劉小麗、梁國雄、羅冠聰及姚松炎六人的宣誓入稟，要求法庭頒令各人宣誓無效並撤銷其議員資格，高等法院最終裁決六人宣誓無效，且自宣誓當日起喪失議員資格；而落敗的謝偉銓其後於311補選中擊敗民主派司馬文重返議會，今屆亦循此界別連任。
而民主派方面，建測規園界組織「CoVision」召集人、選委關兆倫在2020年7月19日宣布參選此界別，希望未來能改進職能架構，減少工時普遍較長的問題，同時推動由下而上的社會建設。他表示會簽署確認書。

#### 地產及建造界
地產及建造界共有671名選民，其中480票為團體票，另有191票為個人票，現任議員香港經濟民生聯盟石禮謙於該界別連續四屆無競爭對手自動當選獲得連任，石禮謙今屆再度爭取連任，在石有望五度自動當選之際，屬於民主派的灣仔區議會議員李永財表示早前曾去信選舉管理委員會下的提名顧問委員會，委員會指他與地產及建造界有密切聯繫，認為他有資格在該界別獲提名為候選人，因此他正考慮出戰地產及建造界功能界別選舉，希望打破石禮謙自動當選的局面。李永財指，入閘需10張提名票，至今未有選民提名他，惟該介別多數都是公司票，導致爭取提名工作非常困難，他亦直言其勝算極微，但盼能成功入閘，與建制派對手在選舉論壇辯論。最後李永財在提名期結束前因為爭取不到足夠票數，宣佈放棄參選。

#### 體育、演藝、文化及出版界

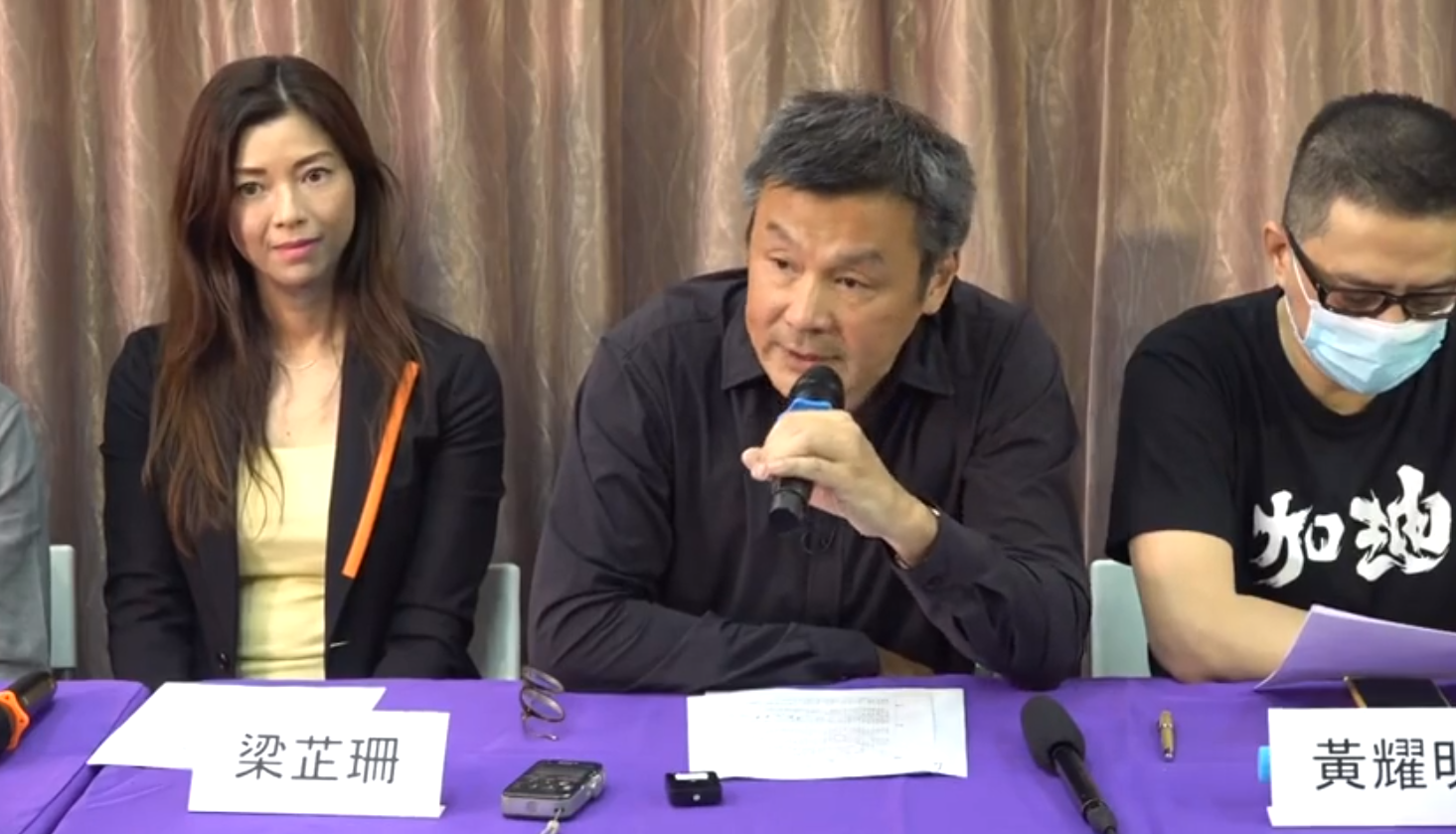
2020年7月6日，周小龍宣佈參選2020年香港立法會選舉，競逐傳統功能組別的體育、演藝、文化及出版界，並獲多位知名業界人士支持

2020年7月6日，周小龍宣佈參選2020年香港立法會選舉，競逐傳統功能組別的體育、演藝、文化及出版界功能界別。希望能望改變體育總會「世襲制」。
建制派方面，馬逢國決定不再連任，交由霍英東家族的霍啟剛接棒，由於霍啟剛的父親霍震霆曾經在1998年至2012年間擔任本界別議員，因此霍啟剛參選被視為有濃厚的世襲色彩。

#### 進出口界
由2004年起，民建聯的黃定光一直是進出口界的議員，今屆決定退休，由黃英豪接棒，黃英豪亦為此加入了民建聯。
民主派方面，阿布泰國生活百貨老闆林景楠初時打算出戰此界別，但林突然轉為參加民主派的新界東地區初選，後來林景楠在初選中落敗。最後林決定「回流」進出口界參選。

#### 紡織及製衣界
紡織及製衣界自成立以來，除街工梁耀忠曾於1995年當選，其餘選舉均由建制派取下該界別議席，今屆自由黨黨魁鍾國斌將競逐連任。而民主派方面，原本去年曾出選荃灣郊區的譚蓓欣和設計師楊展都打算角逐該界別，力求阻止建制派自動當選，後來前者經協調宣佈不參與選舉。

#### 批發及零售界
批發及零售界自成立以來一直由自由黨控制，上屆邵家輝即使遇上當時仍為民主黨的南區區議會議員區諾軒參選，仍然成功由黨友方剛手上接捧。屬於民主派的元朗區議會議員張秀賢於7月22日正式宣布參選此界別，他批評過去議席由單一政黨壟斷，又認為業界代表邵家輝及其所屬的自由黨一直站在政權一方。張秀賢承諾一旦當選，將會否決損害營商自由法案，而張秀賢獲多名商界人士如上屆曾在此界別出選但以1,231票落敗的區諾軒、體育、演藝、文化及出版界功能界別參選人周小龍等人以及民主派政黨如民主黨、人民力量、公民黨、新民主同盟表態支持。

#### 資訊科技界
民主派於此界別連任兩屆的專業議政議員莫乃光在提名期前宣佈退位讓賢，改由數據專才、IT Vision黃浩華接棒。建制派則推派譜網站和網店DayDayCook創辦人朱嘉盈出戰。
朱嘉盈參選消息傳出後，DayDayCook的臉書爆發退讚潮，她於去年曾在社交網站表示視美心集團創辦人伍沾德長女伍淑清為偶像，以及行政長官林鄭月娥是她的「人生榜樣」。

#### 飲食界
此界別自2000年起即由自由黨張宇人連任至今，他上屆雖遇上「傘兵」伍永德挑戰，仍取得2,438票，約千八票之差勝出。但今屆其爭取連任之路遇上挑戰，因去年六月爆發的反修例運動中興起的黃色經濟圈，促使部分「黃色食店」登記成飲食界選民，可能對此界別選情帶來衝擊；同時香港中小企食店聯盟召集人兼香港美食車聯盟主席的公民黨成員林瑞華，部署參選此界別。

#### 區議會（第一）
上年度的區議會選舉，民主派大勝，並且取得17個區議會的控制權，如無意外，該議席將首度落入民主派手中。
民主派方面，多人表示有意出來競爭，包括新民主同盟的任啟邦、荃民議政前成員劉卓裕、李家偉以及於反修例運動中被捕的「機場大叔」陳振哲等，不過多人競逐的局面有可能變成「鷸蚌相爭，漁人得利」的局面，為民主派首度攻下該界別帶來暗湧。
建制派方面，劉國勳由於在2019年香港區議會選舉中敗選，因此喪失區議會（第一）的參選資格，民建聯於是改派深水埗區議員劉佩玉接替其參選。

## 相關事件及爭議

### 建制團體呼籲退休警察申請成為選舉工作人員
2020年5月，有Whatsapp群組呼籲退休警察申請成為選舉工作人員，務求阻止泛民主派當選。民主黨主席胡志偉認為事件可能影響選舉的公正性。

### 多名民主派參選者拒簽確認書
多名在初選中勝出的民主派參選者先後表態，拒絕簽署香港選舉管理委員會要求參選人於法定提名表格之外，額外加簽一份新增的聲明確認書，此前多名政界人士及中聯辦等中央機構均發聲如不簽確認書則不應獲得選舉資格。截止目前，公開表態拒絕簽署的有香港島袁嘉蔚、梁晃維、鄭達鴻；九龍西張崑陽、何啟明；九龍東黃之鋒、譚文豪、李嘉達、譚得志、胡志偉；新界西伍健偉、尹兆堅、郭家麒；新界東何桂藍、楊岳橋、陳志全、鄒家成、林卓廷；區議會（第二）岑敖暉；教育界蔣旻正；衛生服務界余慧明等。

### 譚耀宗自揭部分建制派選民不符選民登記登記資格
2020年7月，民建聯等建制派政黨藉2019冠状病毒病疫情肆虐，提出了壓後選舉的建議，引發外界關注。有傳媒問到是否和建制派選情有關，全國人大常委譚耀宗則回應選情不是主要問題，而是部分建制派的選民，因在港已無住所，難以隔離14日，可能因此不回港投票。但根據政府資訊，通常要符合多項條件才能成為地方選區選民，其中包括『通常在香港居住』，及在登記申請中呈報他在香港唯一或主要居所的住址。

### 警方拘捕惡搞民建聯網民
於7月25日，一名網民因為上載惡搞民建聯競選海報的網上圖片，被警方以《簡易程序治罪條例》下「使用無線電話傳送虛假訊息」罪拘捕。該網民惡搞之海報，原為民建聯超級區議會名單的宣傳。不過，《明報》翻查終審法院案例，有關條例中並不包括互聯網信息，法律評論組織「法夢」成員黃啟暘亦批評，有關拘捕屬非法。

## 選舉延期

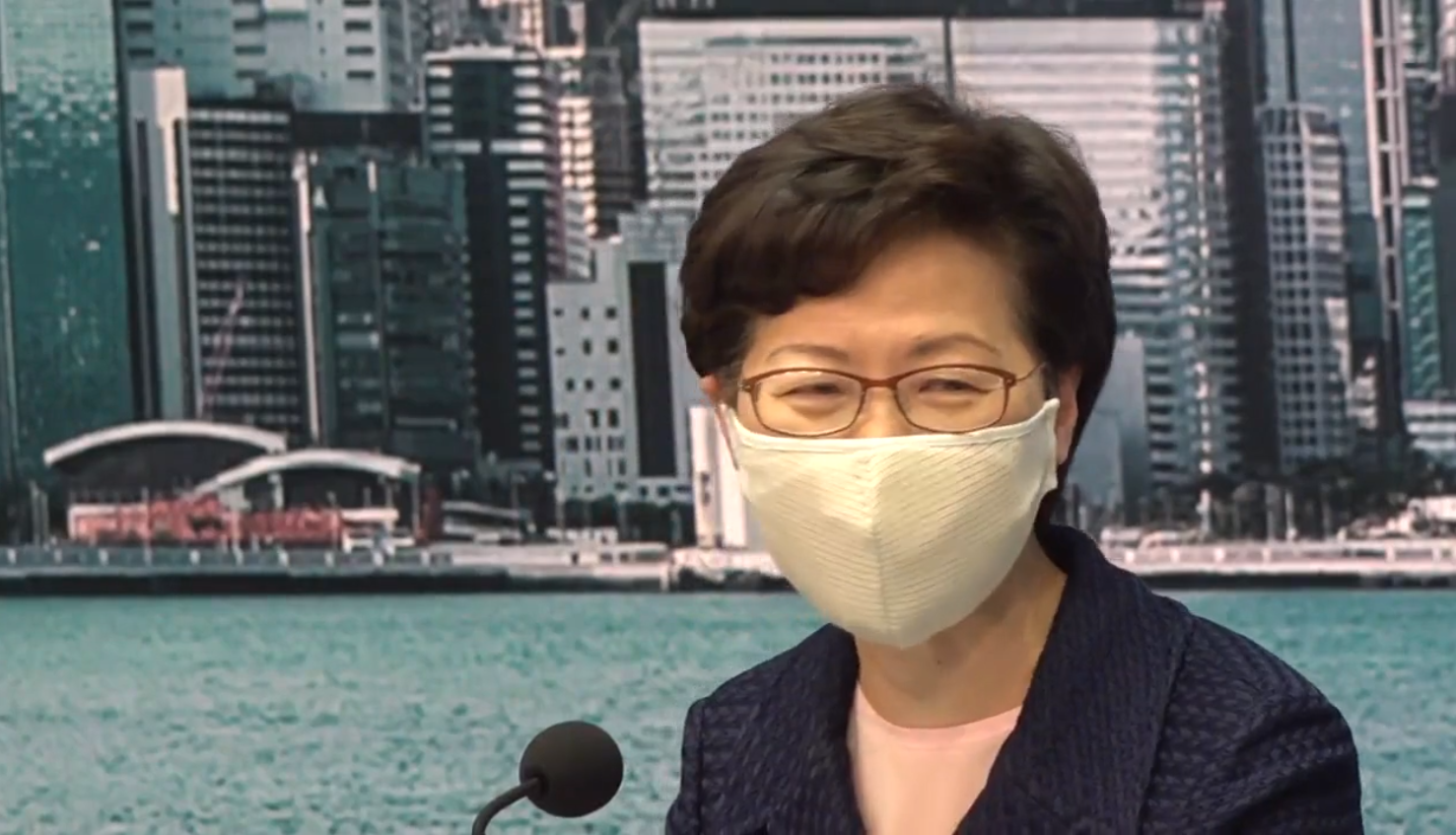
特首林鄭月娥藉疫情變得嚴峻為由，宣佈引用《緊急法》將9月6日舉行的立法會選舉押後一年至2021年9月5日

特首林鄭月娥藉疫情變得嚴峻和引述民調稱有過半數市民認同要押後為由，宣佈引用《緊急法》將9月6日舉行的立法會選舉押後一年至2021年9月5日。她指援引《緊急法》可避免不適當使用其他法律條文而遭司法挑戰，影響特區管治。由於她只能把選舉推遲一年，卻未能處理立法會未來一年出現的真空期問題，故此稱要由中央政府依法提呈人大常委會作出決定。一日後，她先後接受電台及電視台訪問，重申調押後選舉不是剝奪選民投票權，同時建議推行境外投票、長者投票特別安排等，特別是認真考慮保留大灣區港人選舉權。香港中文大學政治與行政學系高級講師蔡子強對境外投票極有保留，擔心會破壞整個選舉制度，可能會出現很多舞弊行為。民主派議員斥背後有政治考量，因境外投票主要以建制票源為主。劉兆佳指中央政府會以海外港人政治取向難以掌握為由，未必允許有關安排，但只限在大灣區相對較易處理。
另一方面，有媒體發現特首林鄭月娥引述的民調，有過半受訪者認為選舉應如期舉行。中文大學政治與行政學系高級講師蔡子強批評林鄭月娥選擇性引用民調，形容“從來都不重視民意”。
在原定的選舉日，即2020年9月6日，有網民於Telegram頻道發起9月6日九龍大遊行，抗議香港政府押後立法會選舉的決定以及中央政府推行《港區國安法》。

## 註解
1. ↑  「所得數目」是立法會的術語，由該地區在2020年所獲分配的議席數目乘以標準人口基數（215,946，即是將香港人口總數 7,558,100人 ÷ 所有地方選區選出的議員總數 35 人而得出之數）計算出來[36]。
2. ↑  預計人口偏離所得數目的百分比，由預計人口減去所得數目，再除以所得數目計算出來[36]。正數表示該地區平均每個議席所代表的人口多於標準人口基數，負數表示該地區平均每個議席所代表的人口少於標準人口基數。
3. ↑  理念上包含進步主義理念，屬於社會自由主義、社會民主主義或民主社會主義)/泛左聯盟

## 外部連結
- 2020年立法會選舉官方網站（页面存档备份，存于）
- 香港01－2020年立法會選舉專頁（页面存档备份，存于）
- 立場新聞－2020年立法會選舉專頁（页面存档备份，存于）